# Biserica fortificată din Copșa Mare
Biserica evanghelică fortificată din Copșa Mare, comuna Biertan, județul Sibiu, a fost construită în secolul al XIV-lea. Figurează pe lista monumentelor istorice 2010, cod LMI SB-II-a-A-12364, cu următoarele obiective:
- cod LMI SB-II-a-A-12364.01 - Biserica evanghelică fortificată, mijlocul secolului al XIV-lea, transformată în 1510, 1519, 1797;
- cod LMI SB-II-a-A-12364.02 - Incintă fortificată, cca. 1519.

## Localitatea
Copșa Mare,, mai demult Căpușul Mare (în dialectul săsesc Grisz-Kopesch, Grîskôpeš, Kopeš, în germană Gross-Kopisch, Großkopisch, în maghiară Nagykapus), este un sat în partea de nord a județului Sibiu,  în Podișul Târnavelor. Aparține de comuna Biertan.
Comună liberă a vechiului Fundus Regius, Copșa Mare stăpânea cele mai întinse și renumite plantații viticole din Țara Vinului. La începutul secolului al XIV-lea slujbele erau oficiate într-o  bazilică  gotică cu trei nave, însă un document din 1283 aduce cu sine ipoteza existenței unei bazilici mai vechi. Făcea parte din "Terra Medies".

## Biserica
Localitatea a fost atestată documentar pentru prima dată în anul 1283.  Pe o pantă în estul satului se află cetatea bisericească. Prima construcție religioasă a fost o bazilică gotică cu 3 nave turn, ridicată la începutul secolului al XIV-lea. Colateralele, care au inclus și turnul de vest, au avut înspre nava principală arcade cu arcuri frânte. În secolul al XIV-lea, cu ocazia fortificării ansamblului, colateralele au fost demolate și arcadele zidite. Zidurile deasupra navei principale au fost supraînălțate și prevăzute cu guri de tragere. Turnul clopotniță capătă un drum de strajă și acoperiș piramidal. Corul a fost prevăzut cu o absidă 5/8 și este supraînălțat cu un nivel fortificat, astfel acoperișul corului îl depășește pe cel al navei cu 11 m. Nivelul ieșit în consolă, ce se sprijină pe arce așezate pe contraforturi, asigură apărarea dinspre dealul deasupra ansamblului. Ferestrele cu stâlpi mediani au mulaje gotice târzii, iar în cor și sacristie se observă bolți stelare. Între 1795-1797 nava principală este acoperită cu o boltă pe arce dublouri cu penetrații laterale. Fragmente ale unui altar poliptic gotic târziu, cu statui de lemn în nișa altarului, au fost transportate, în 1975, în Sibiu, unde au fost consolidate și restaurate, fiind folosite pentru un altar care se află astăzi în sacristia bisericii parohiale din Sibiu. Altarul îl reprezintă pe Isus al Durerii, flancat de 2 îngeri. În biserica din Copșa Mare se găsește astăzi un altar clasicist, datat 1854, cu 6 coloane corintice și un coronament baroc. Atât baldachinul amvonului, cât și cristelnița sunt realizate în stilul baroc. Orga este datată 1800. Un patrulater neregulat constituie zidul de incintă sprijinit de contraforturi. În partea de nord - est, un turn cu 2 niveluri și acoperiș pupitru, este amplasat în fața zidului de incintă. În 1967-1968 și în 1977 au fost realizate lucrări de consolidare la biserică, iar în 1995, acoperișul bisericii a fost reparat.

## Fortificația
La sfârșitul secolului al XVI-lea a fost ridicat zidul de apărare, iar pe colțul nord - estic s-a construit un turn cu o amprentă în formă de pătrat. Turnul are două niveluri și are prevăzute mașiculiuri similare celor de la biserica fortificată din Biertan. Odinioară exista un turn  și pe colțul sud - vestic. Odată cu trecerea timpului, localnicii au ridicat o mulțime de cămări pentru provizii de-a lungul zidului, acestea fiind demantelate ulterior.

## Imagini din exterior

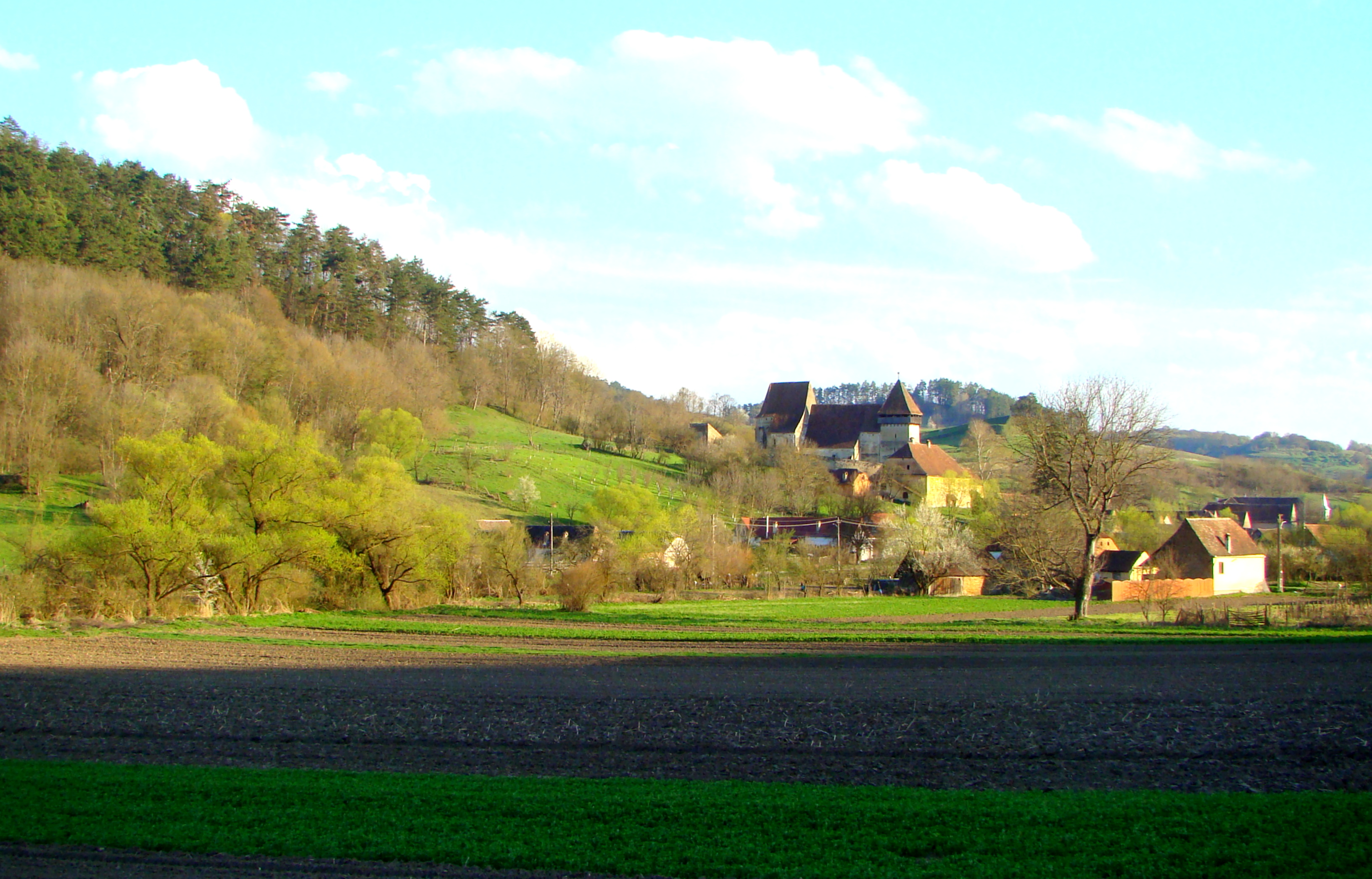
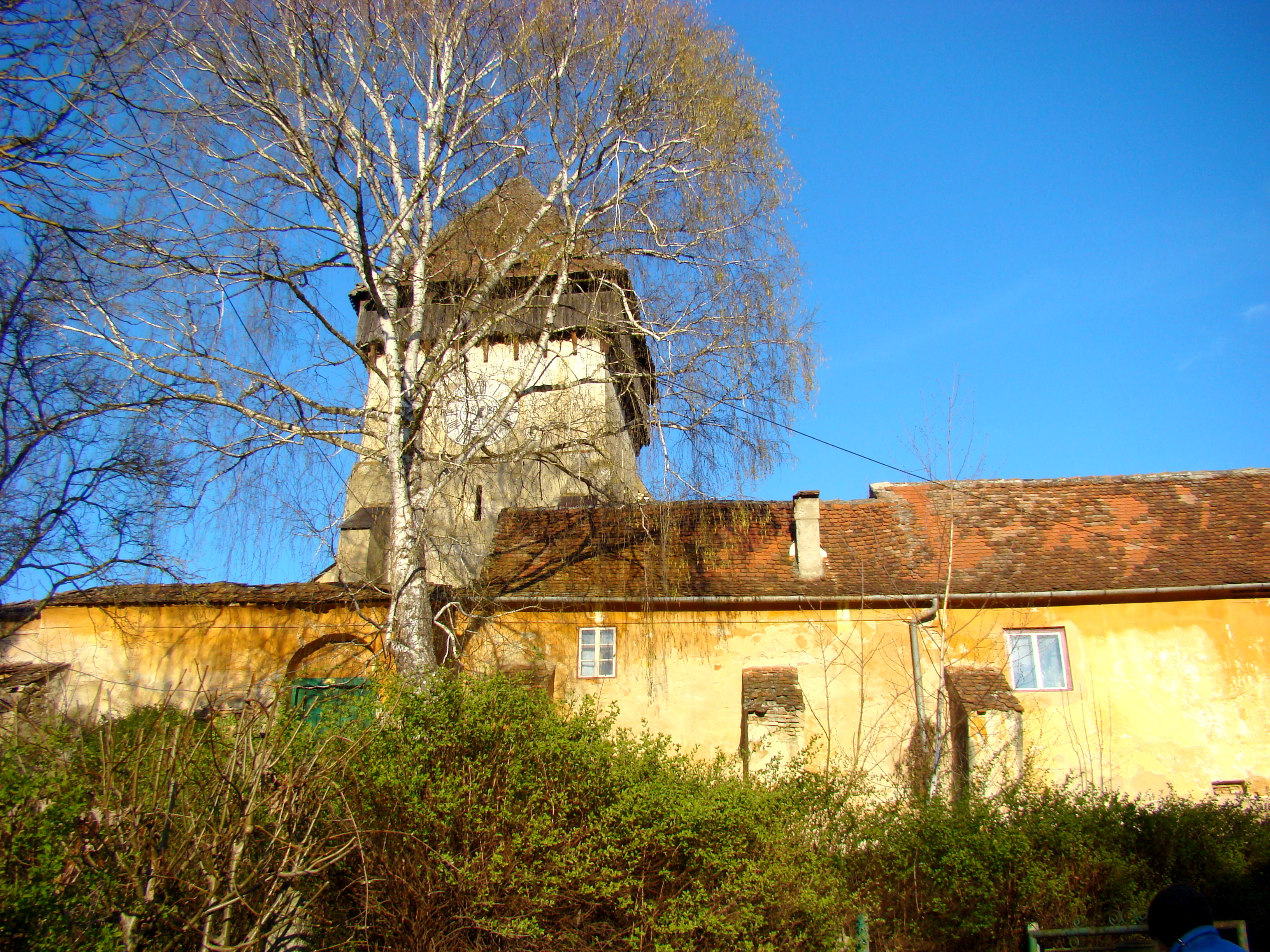
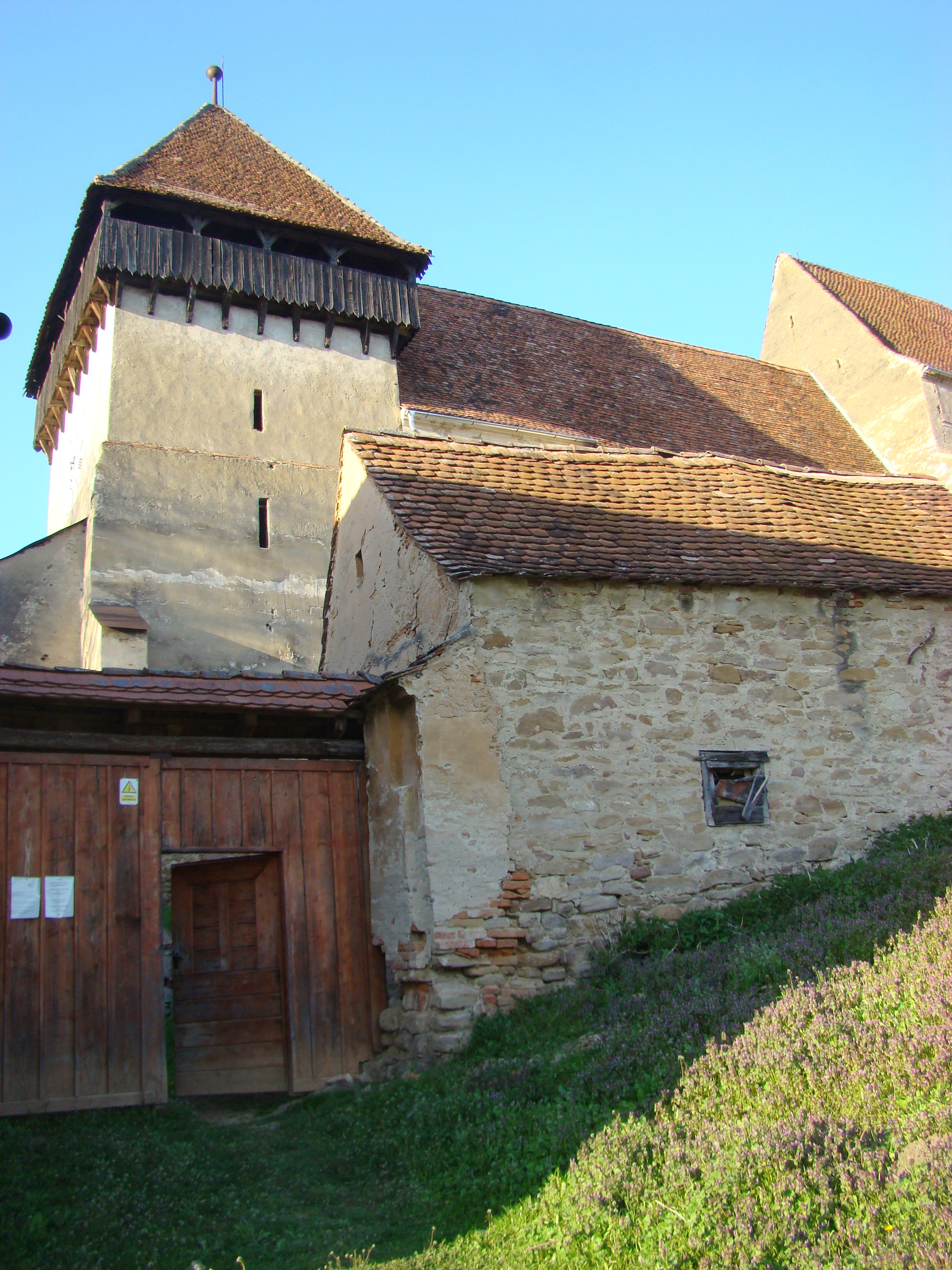
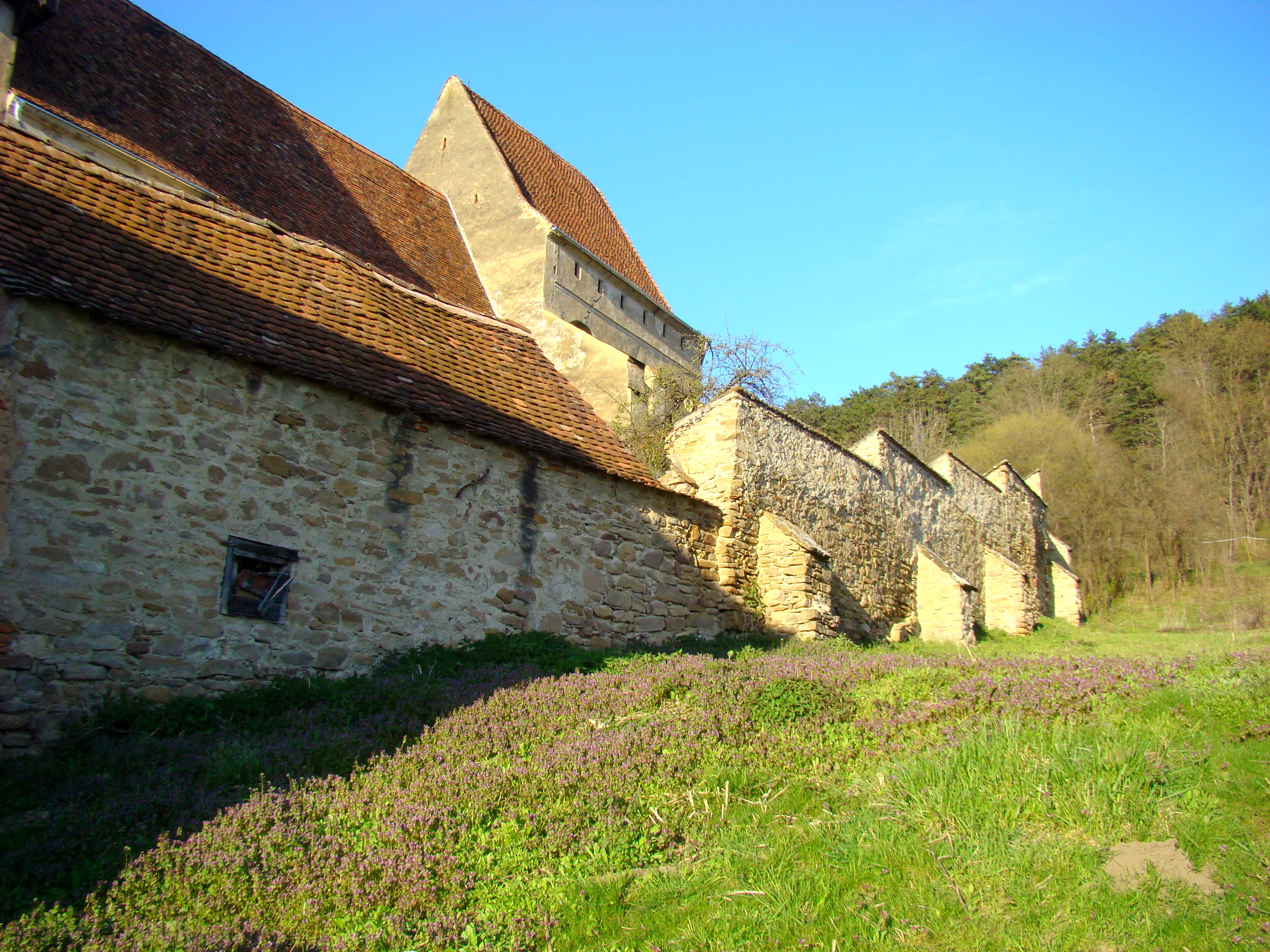
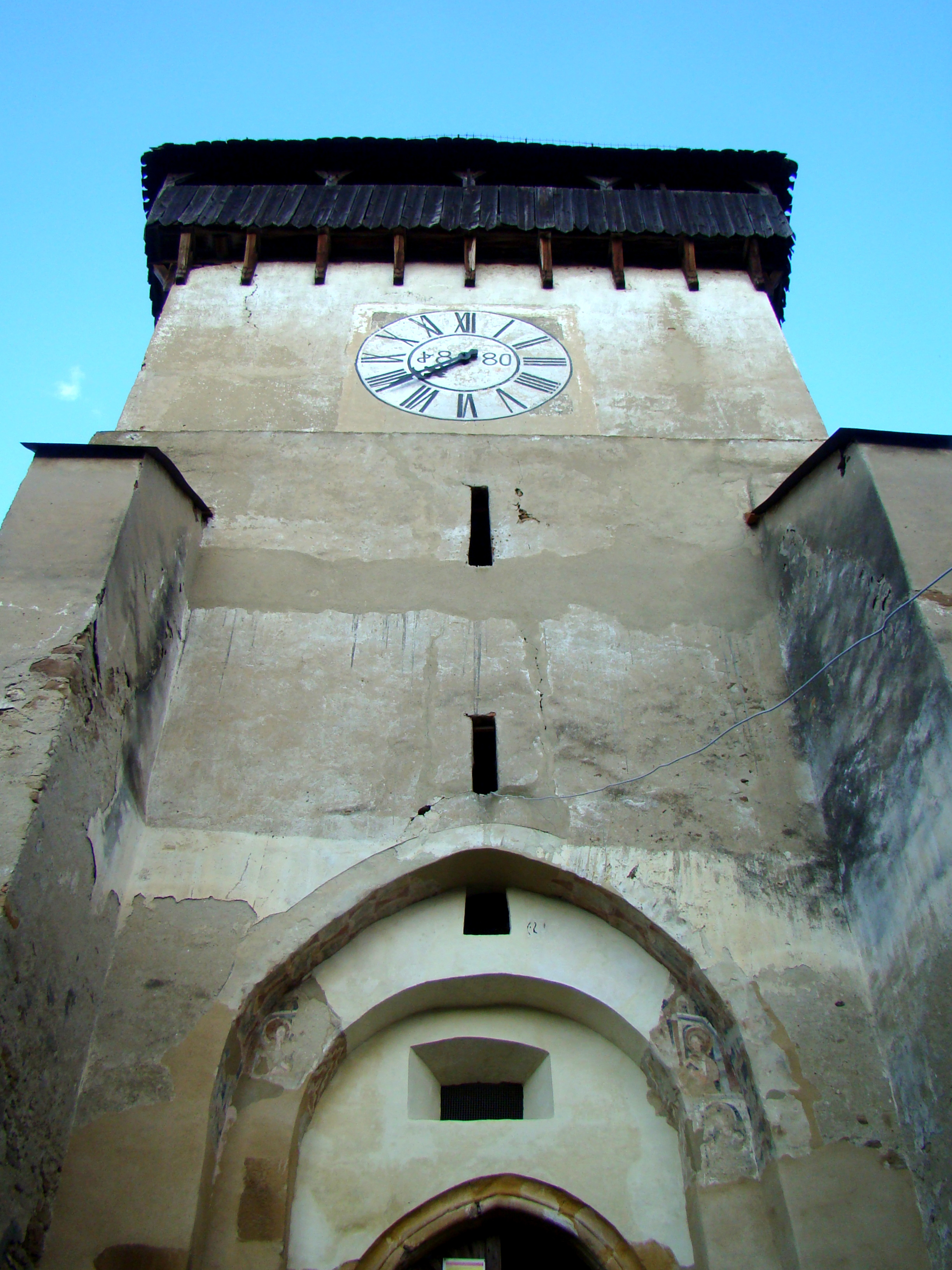
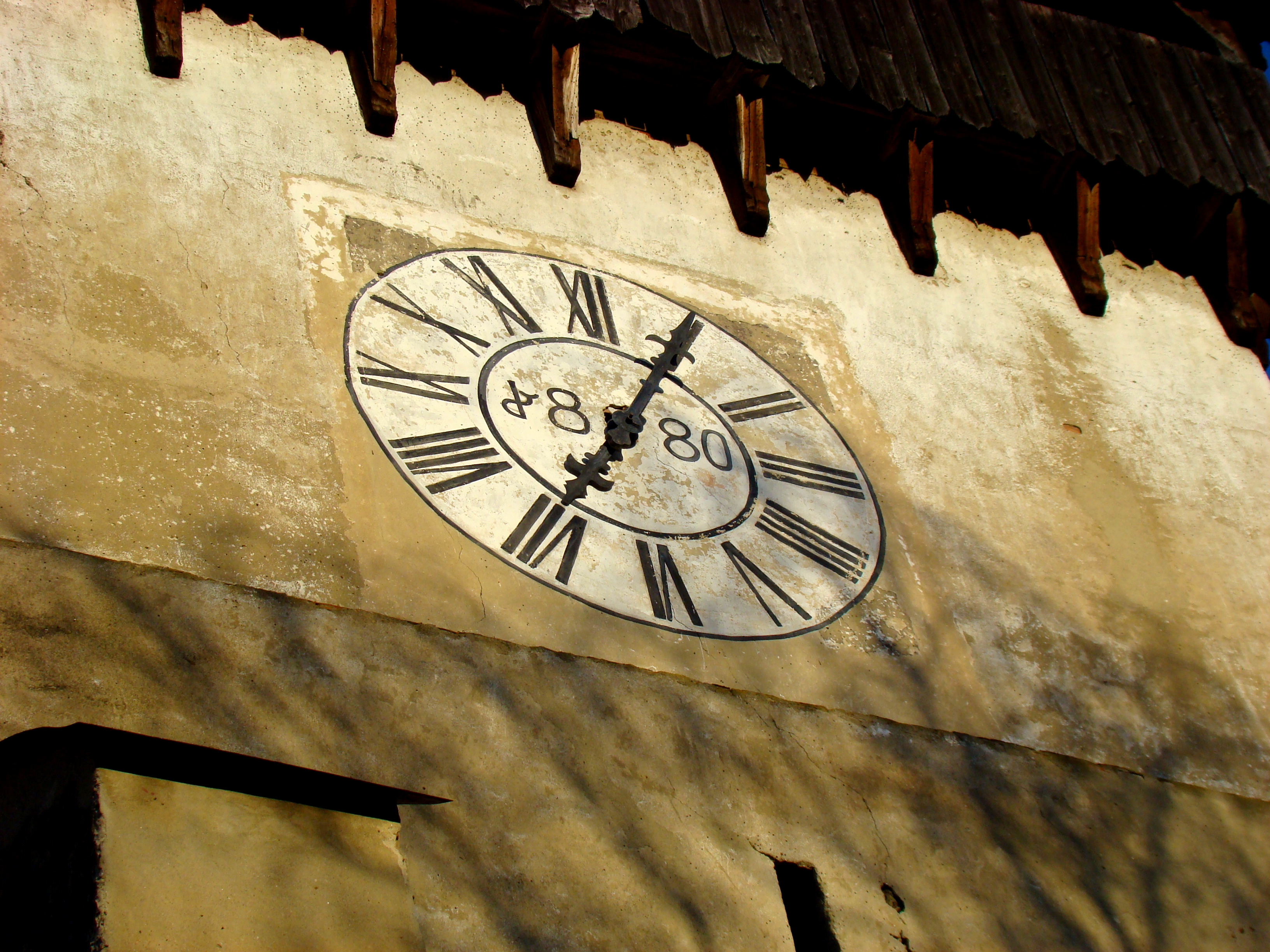
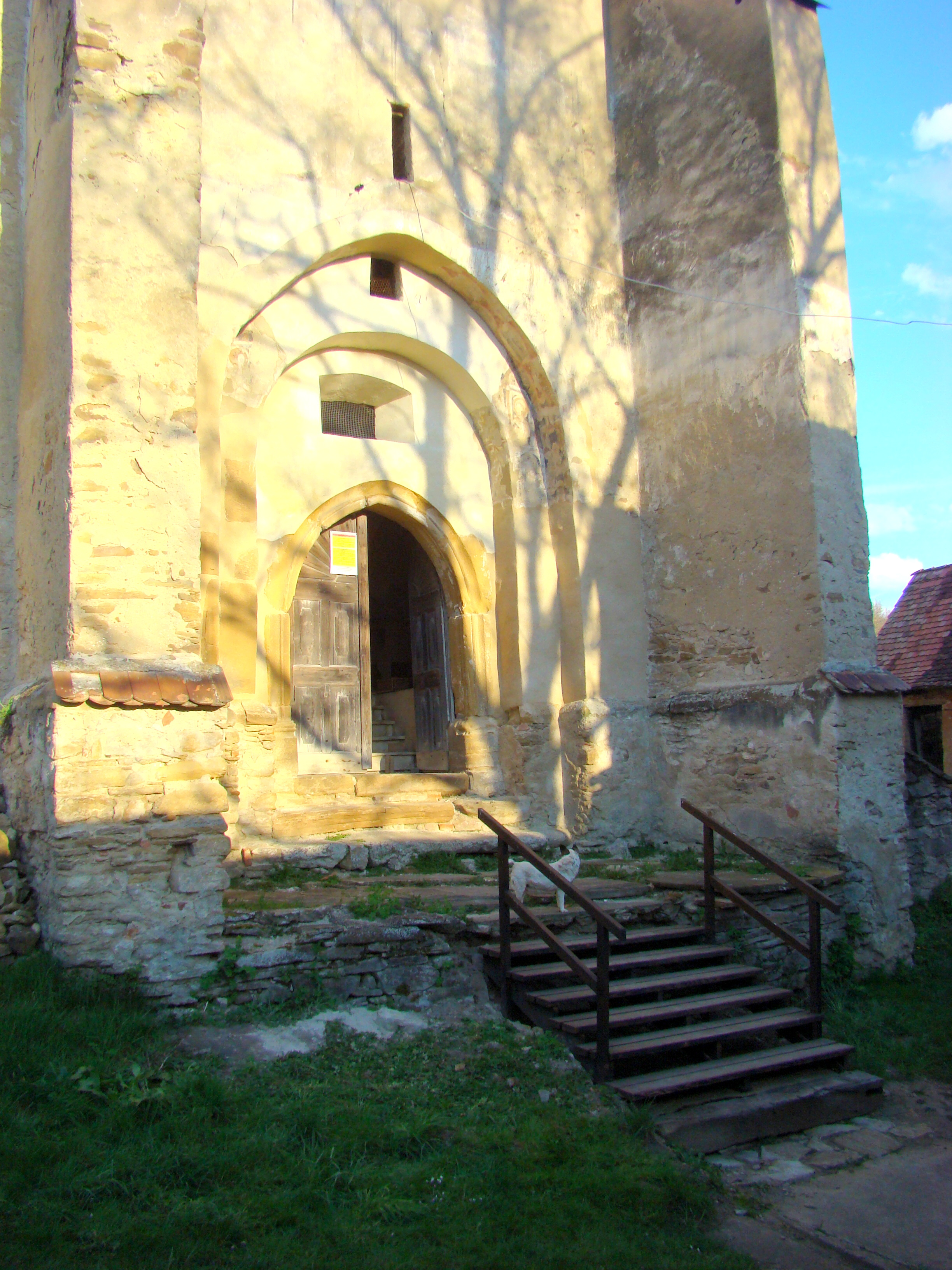
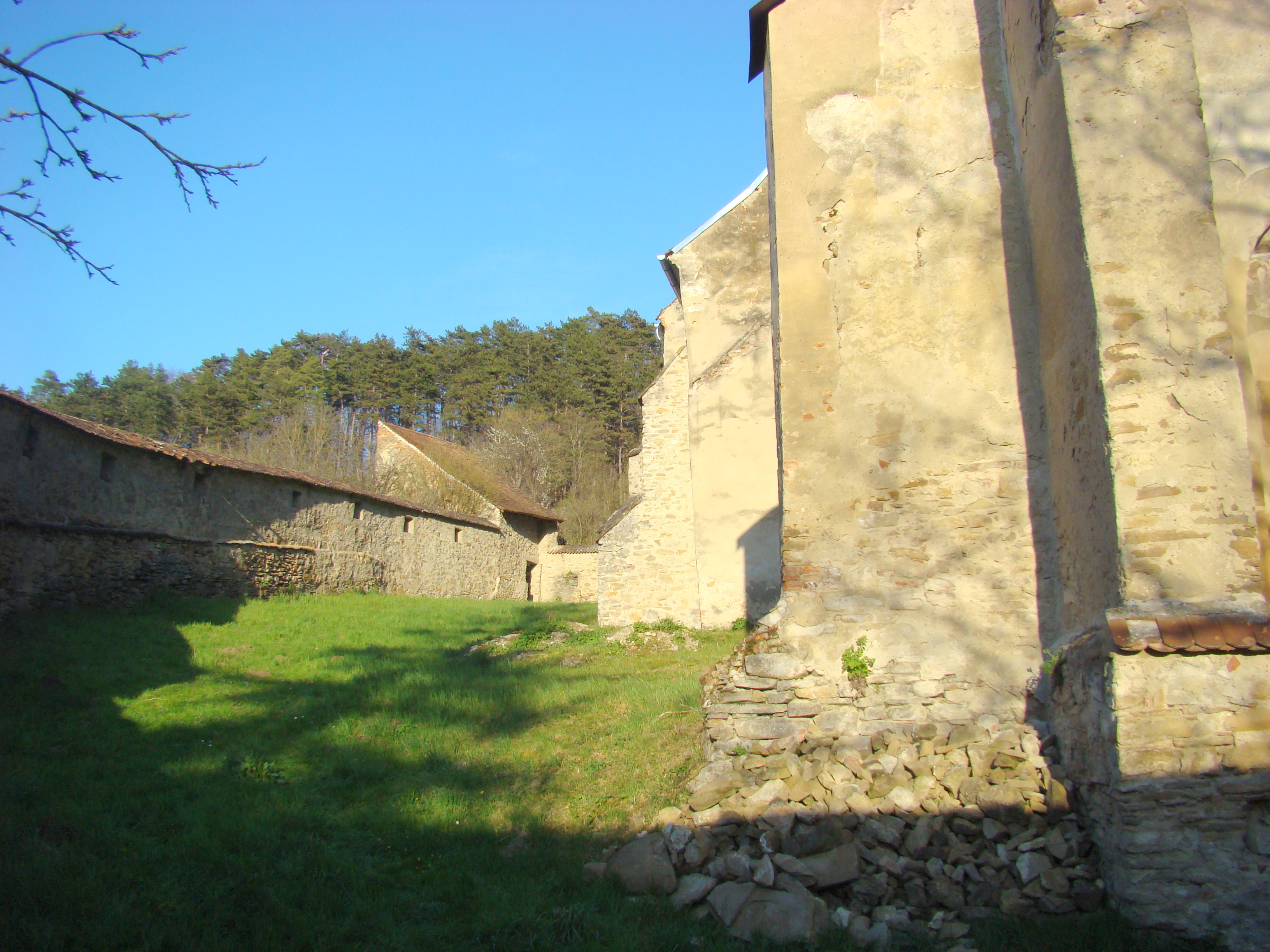
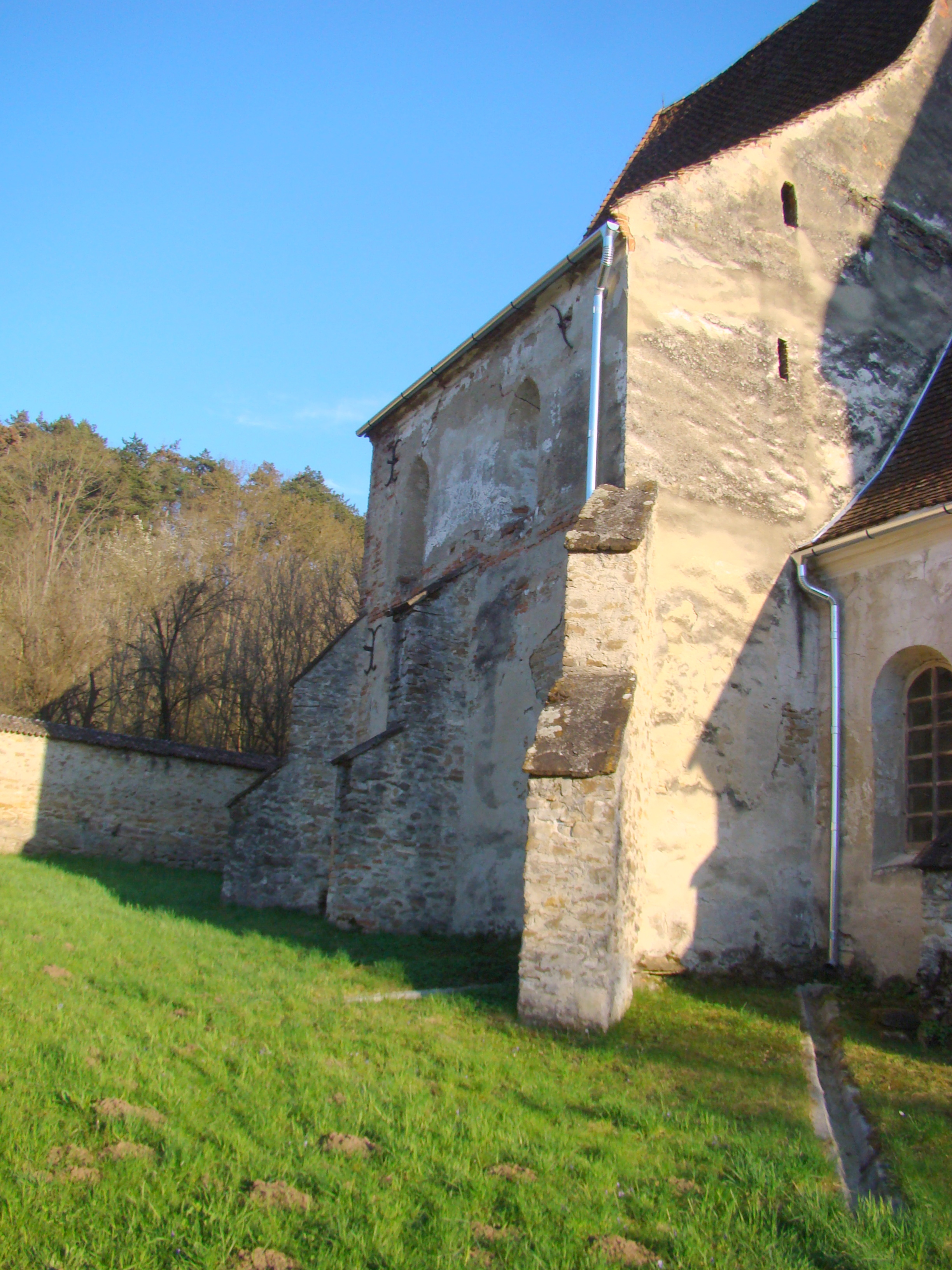
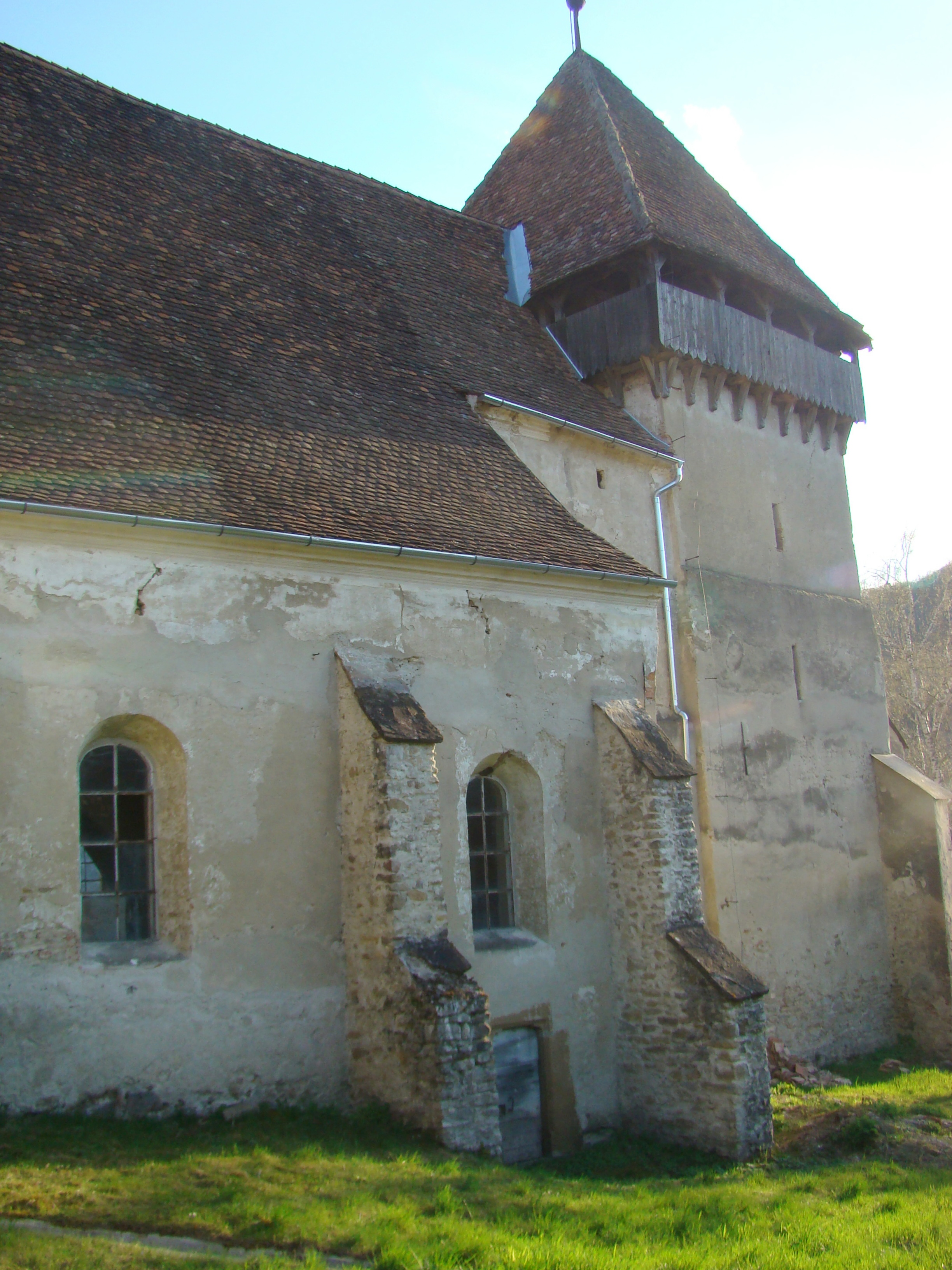
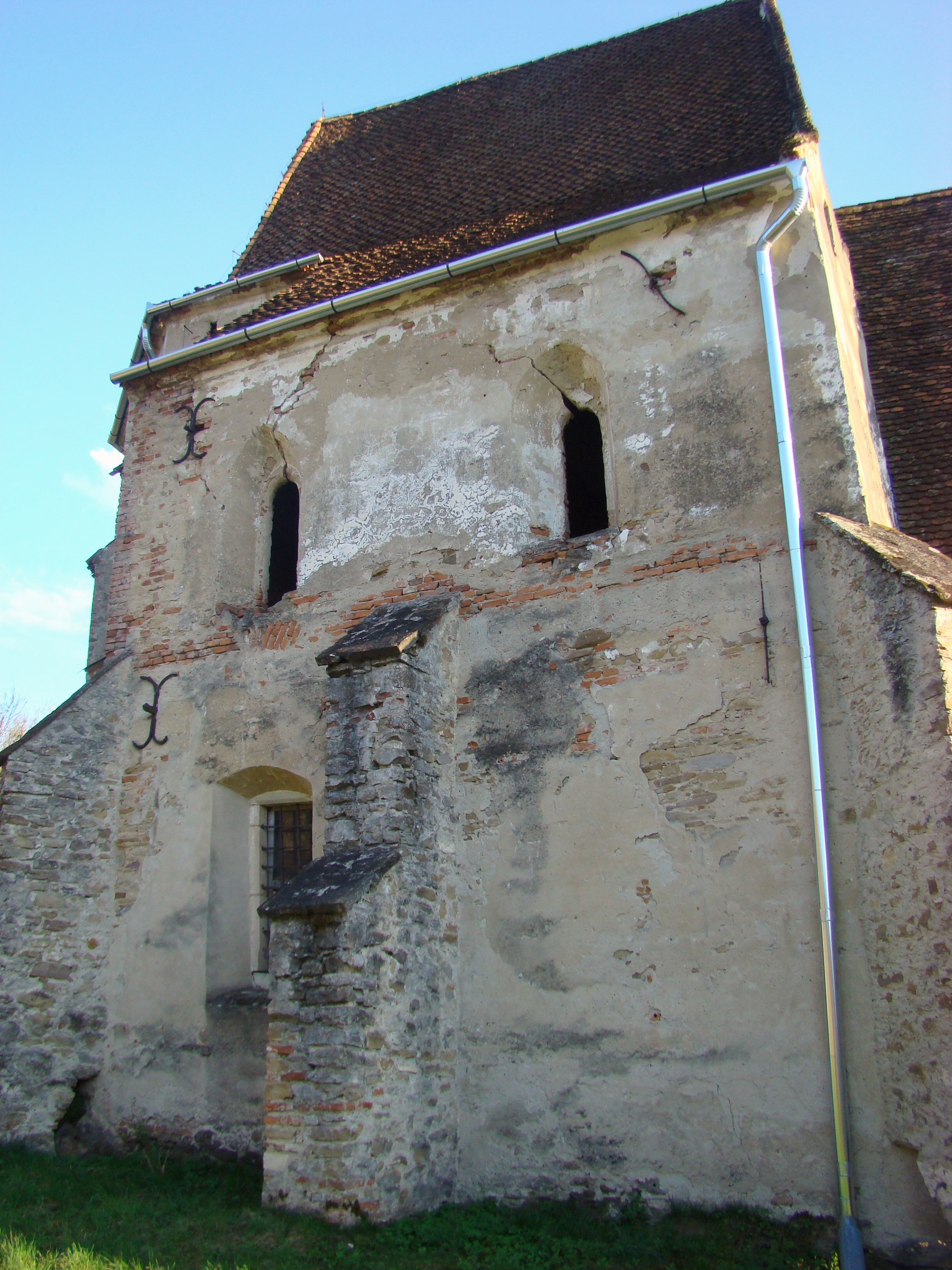
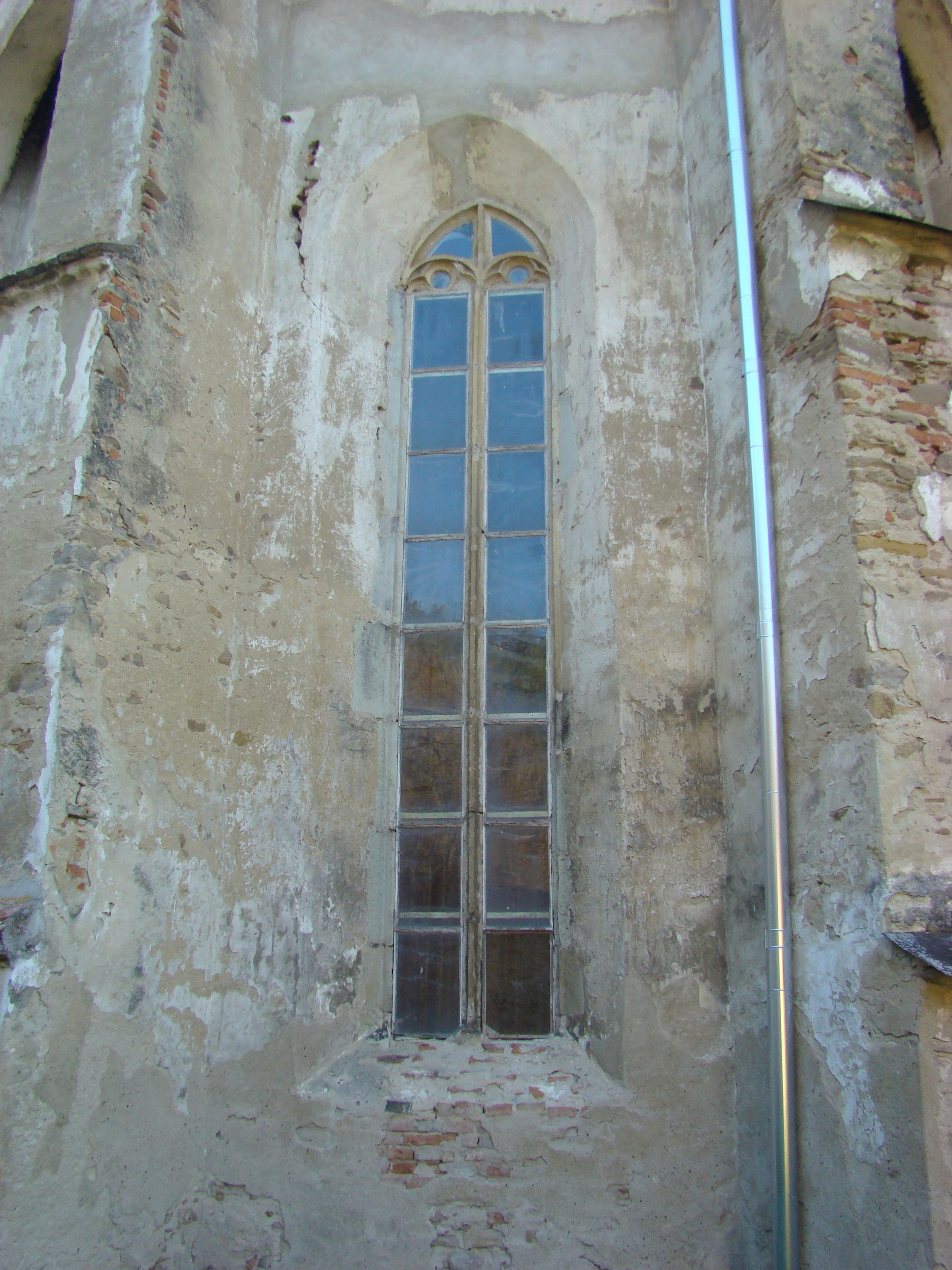
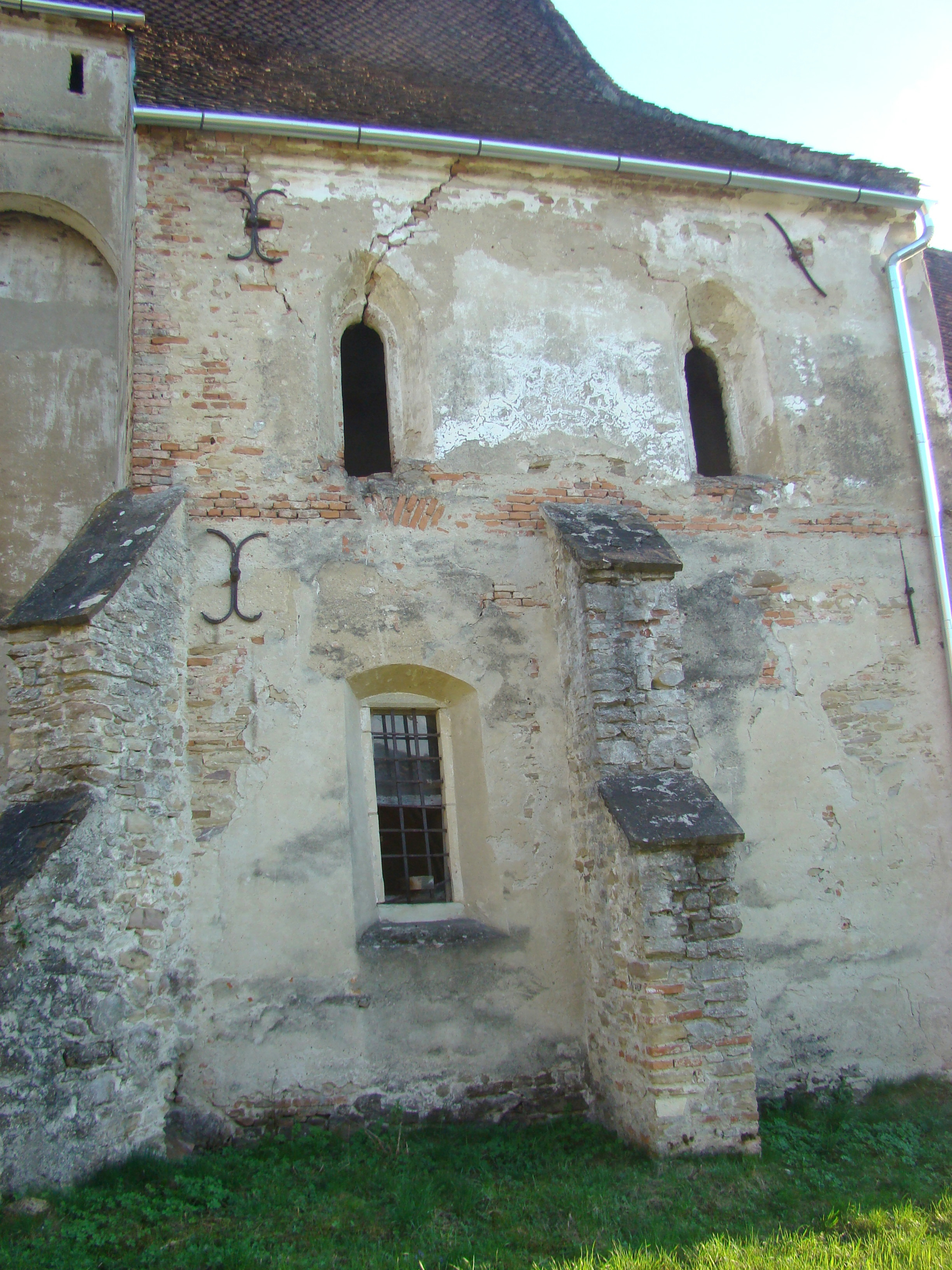
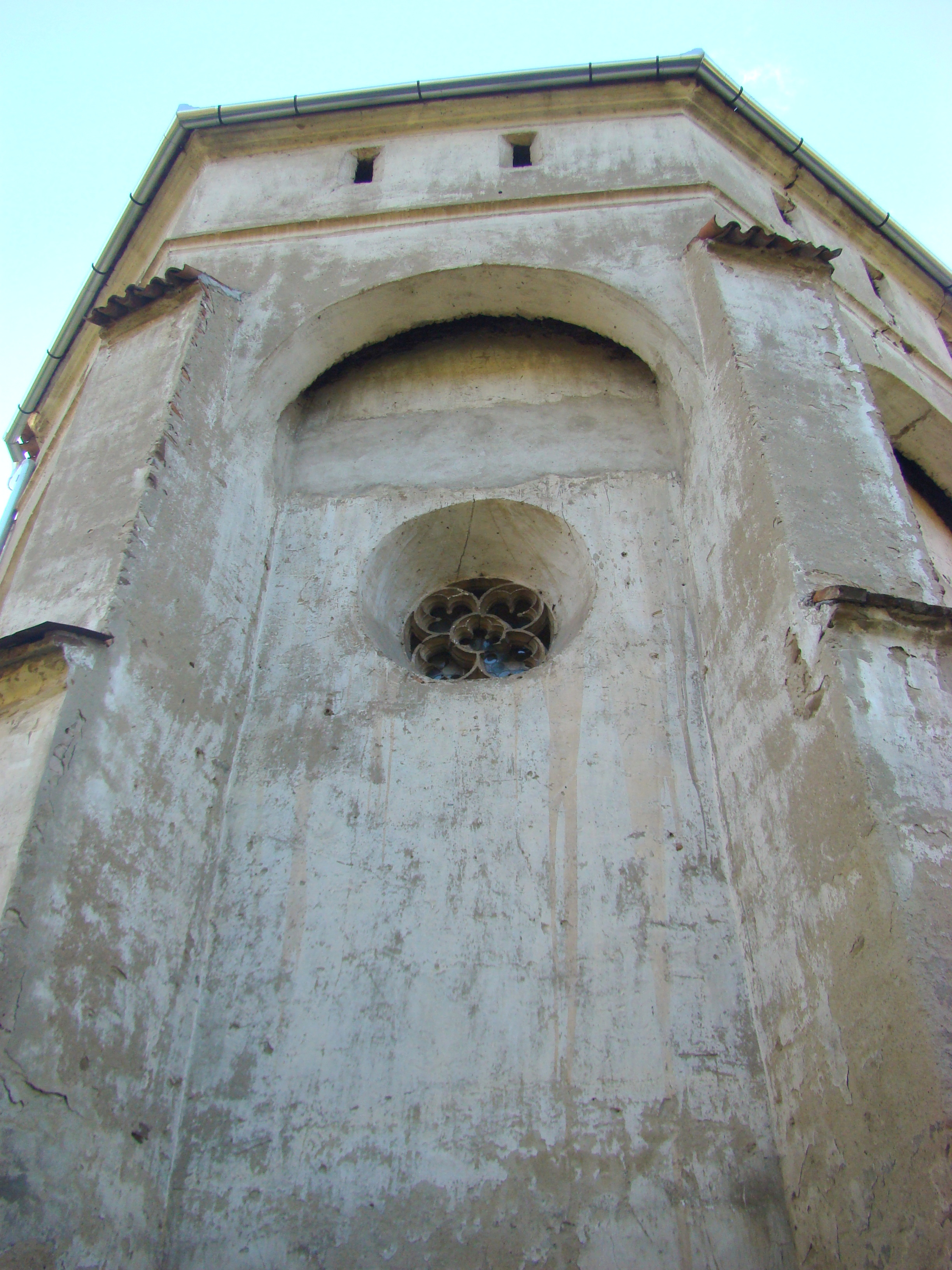
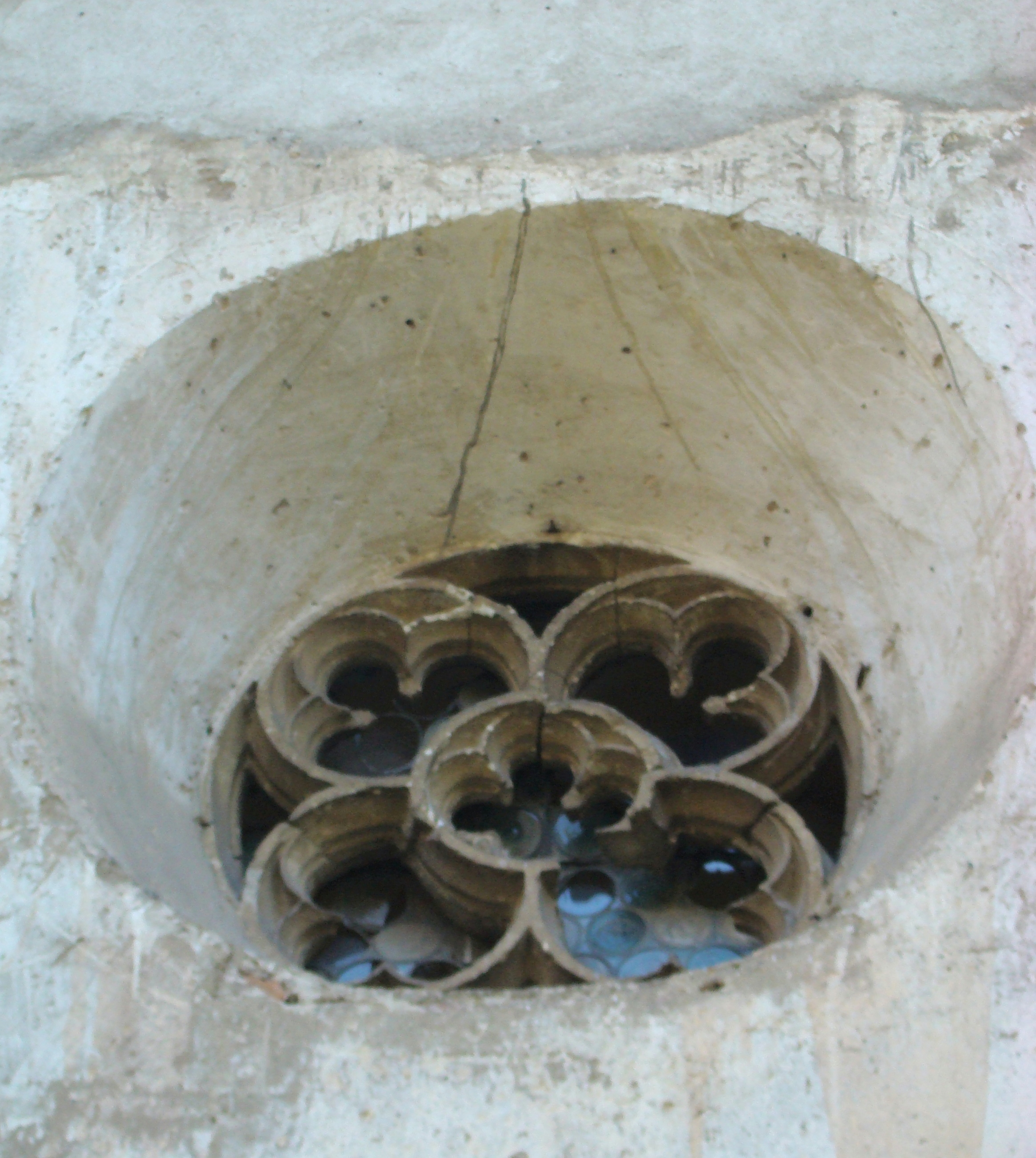
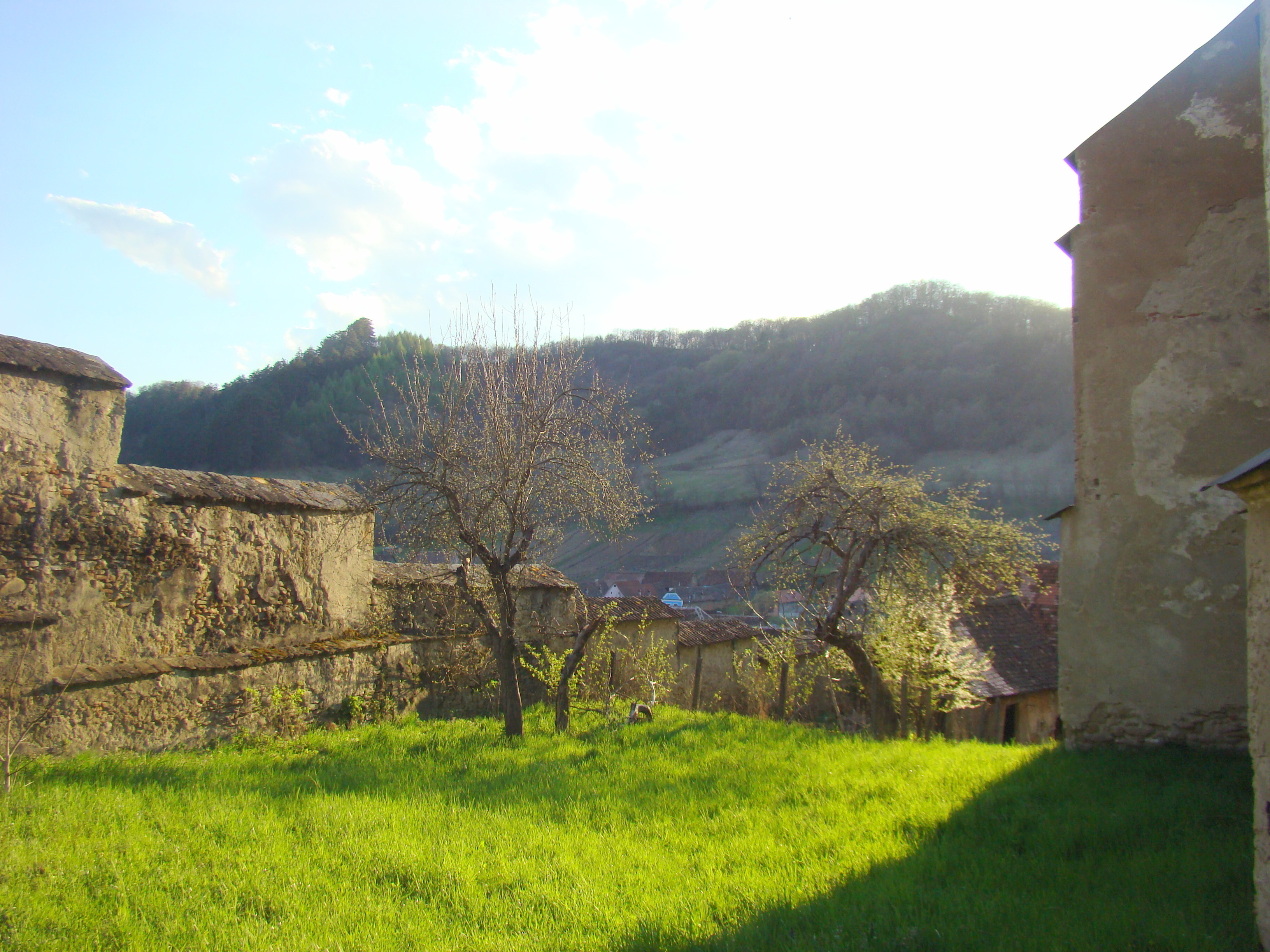
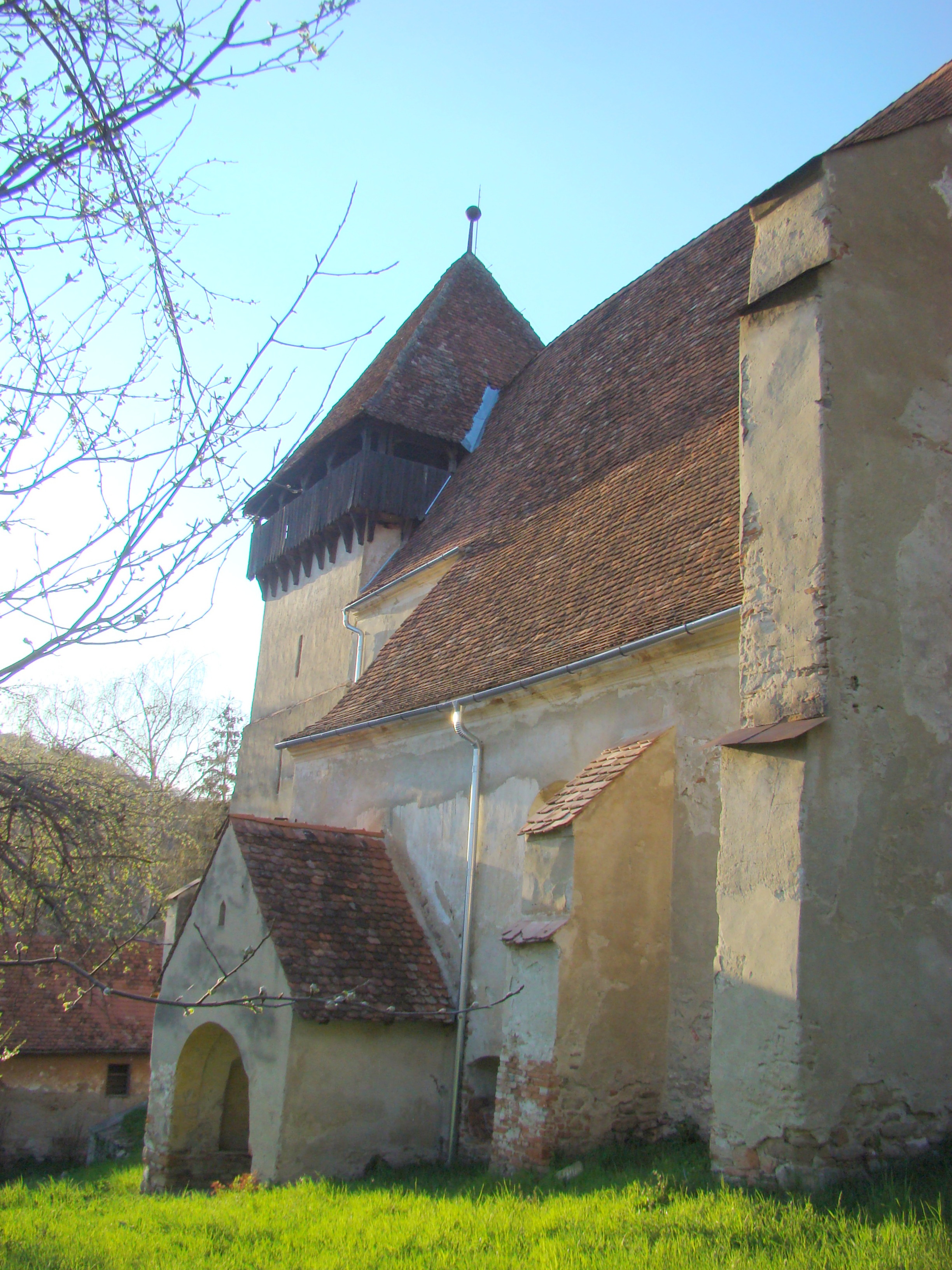
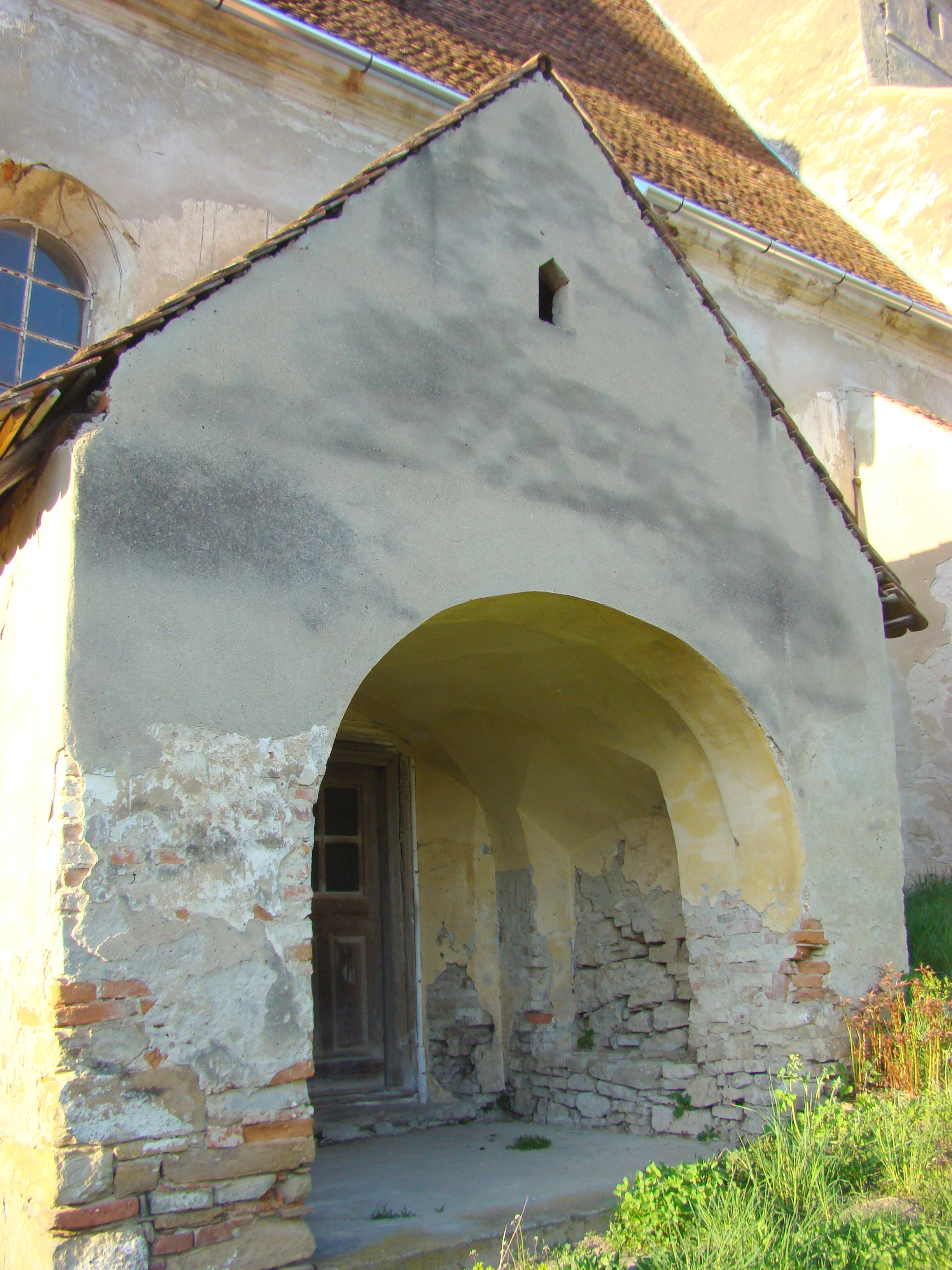
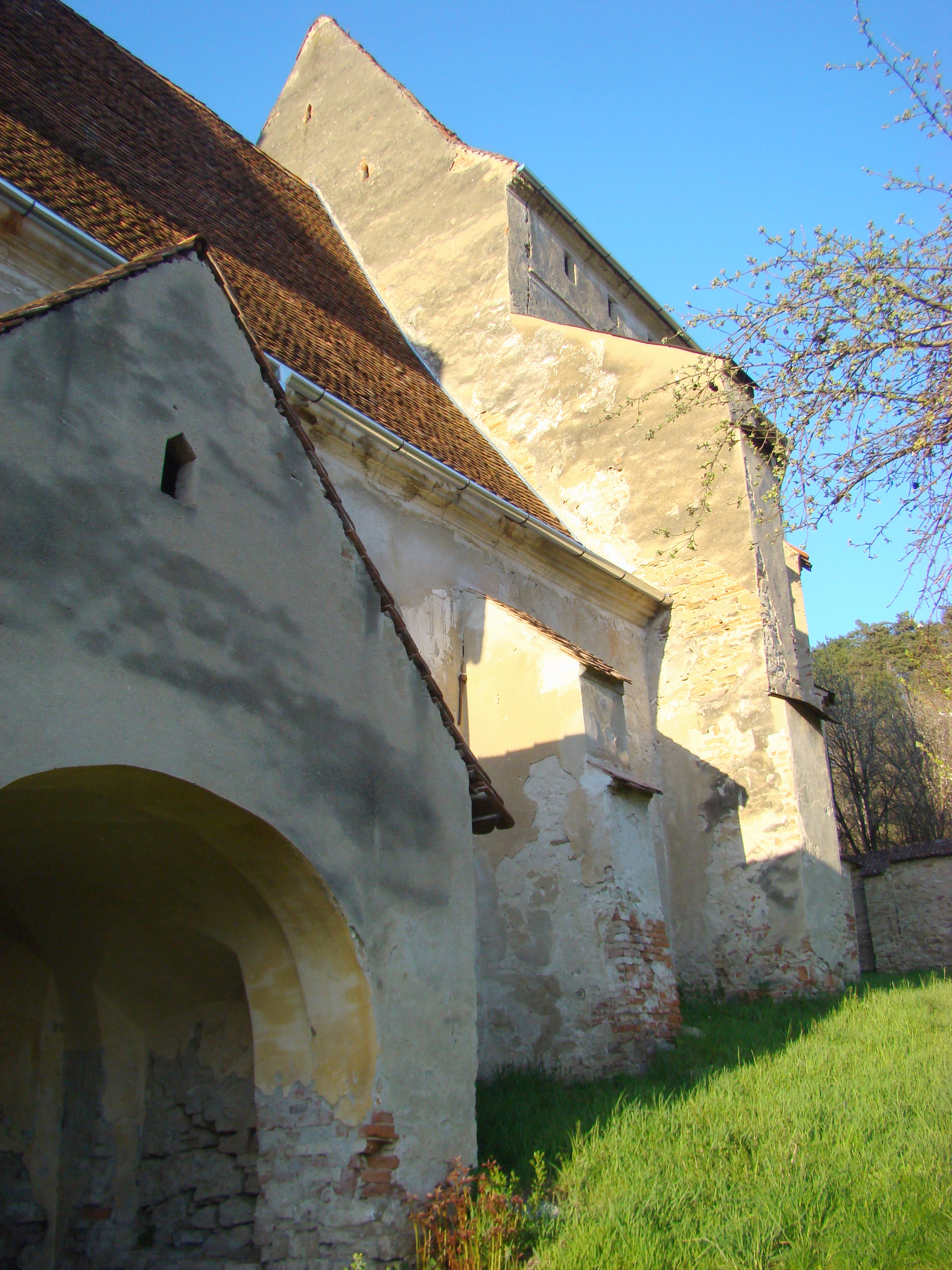
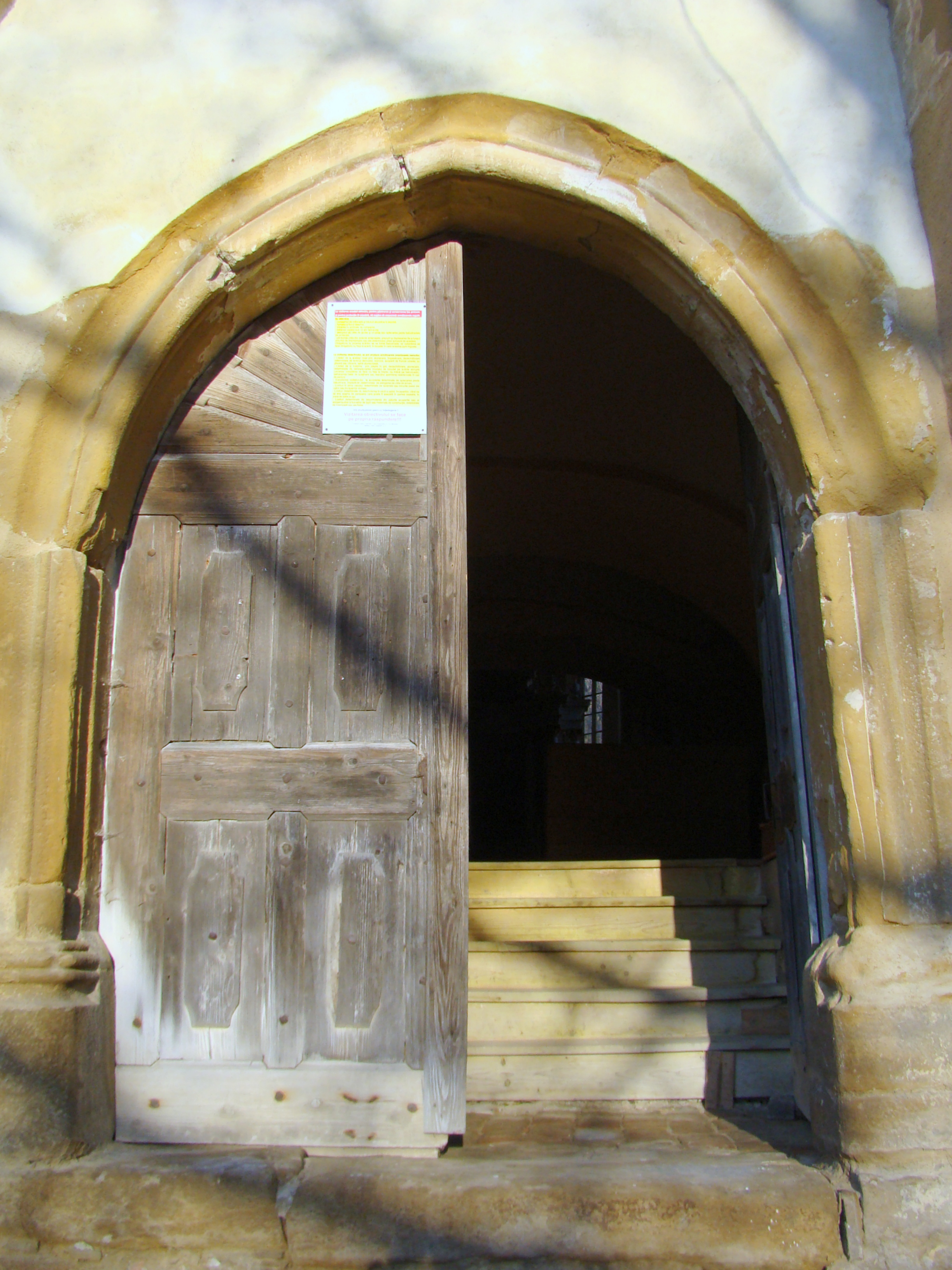
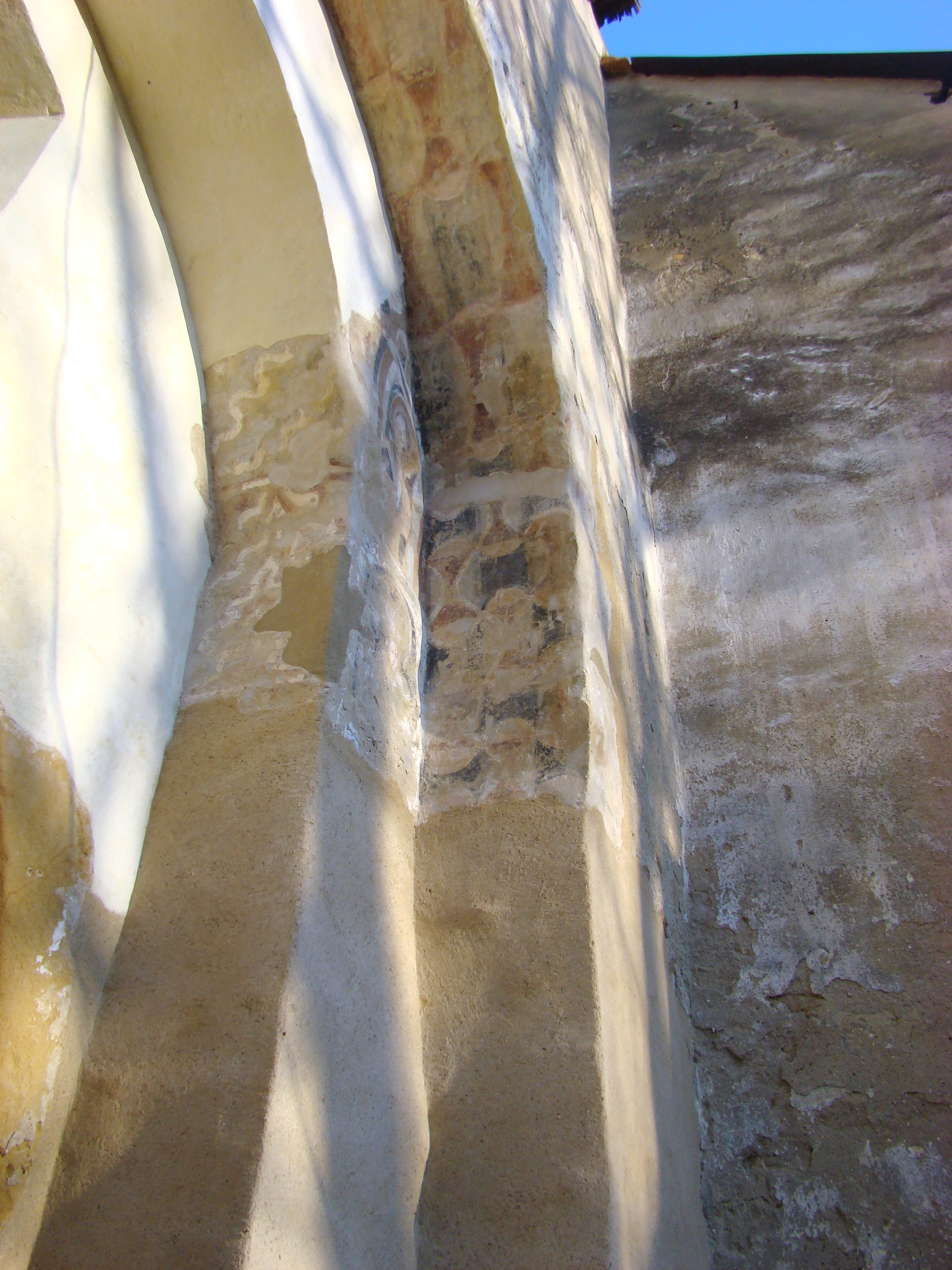
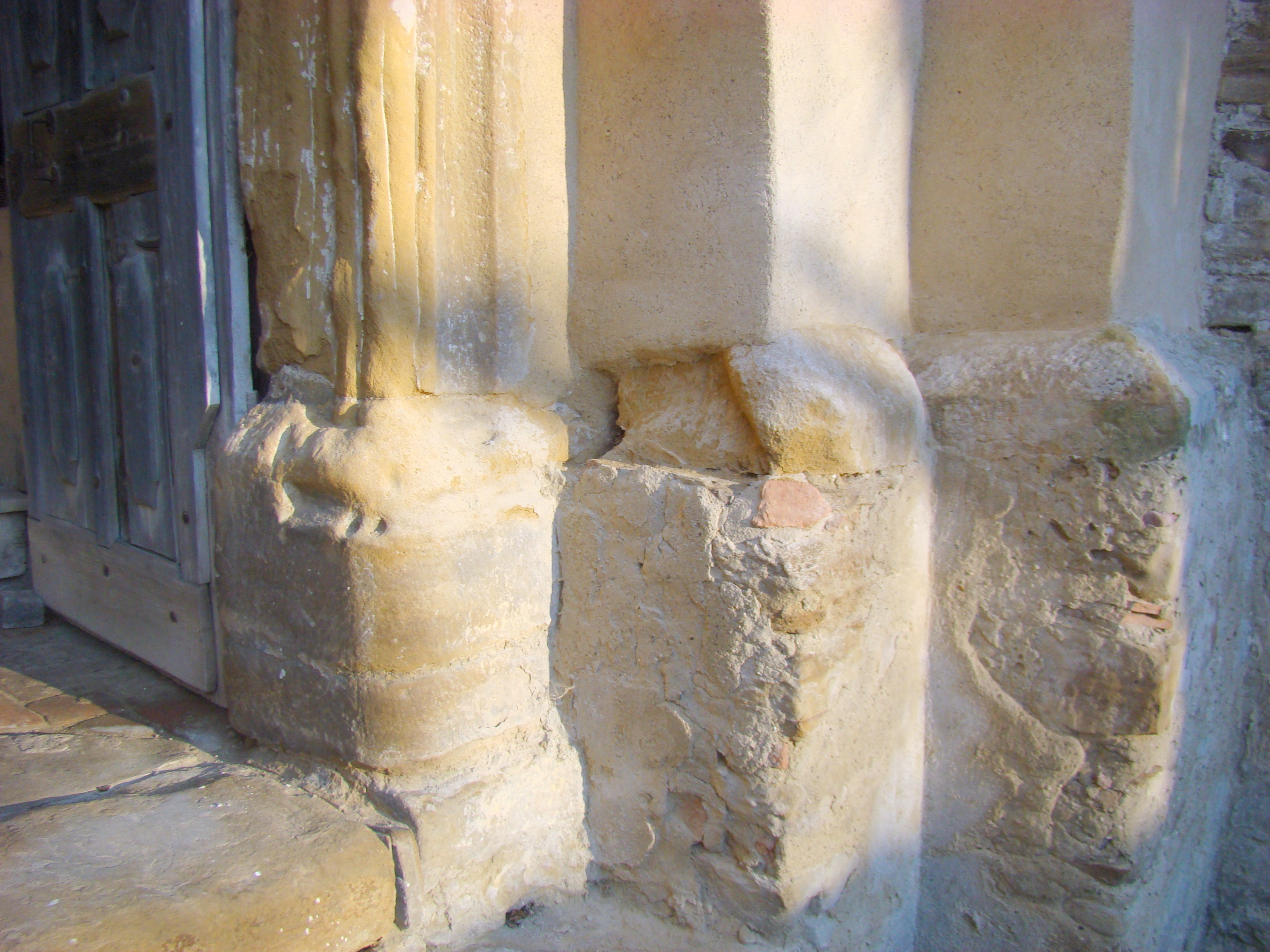
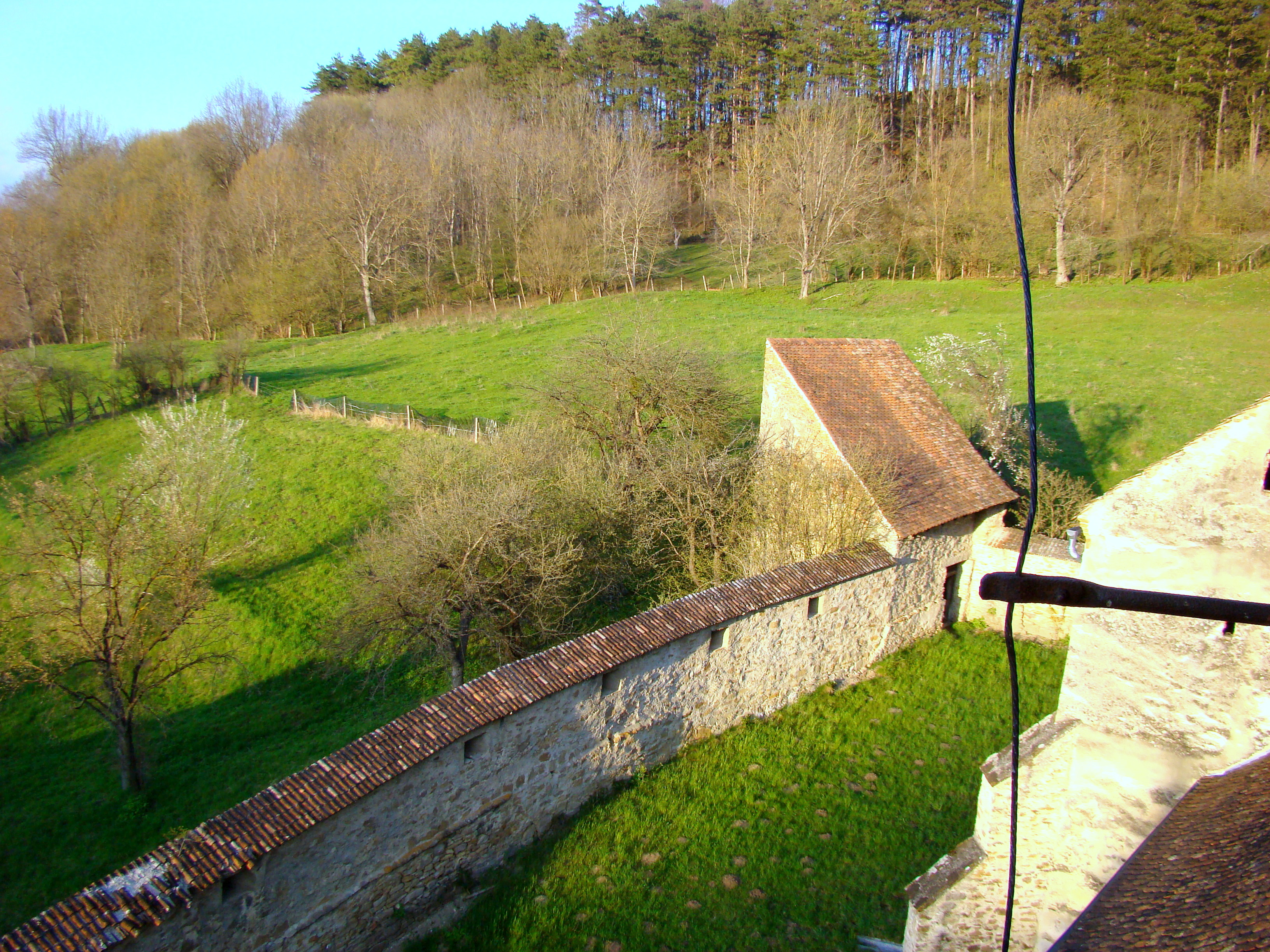
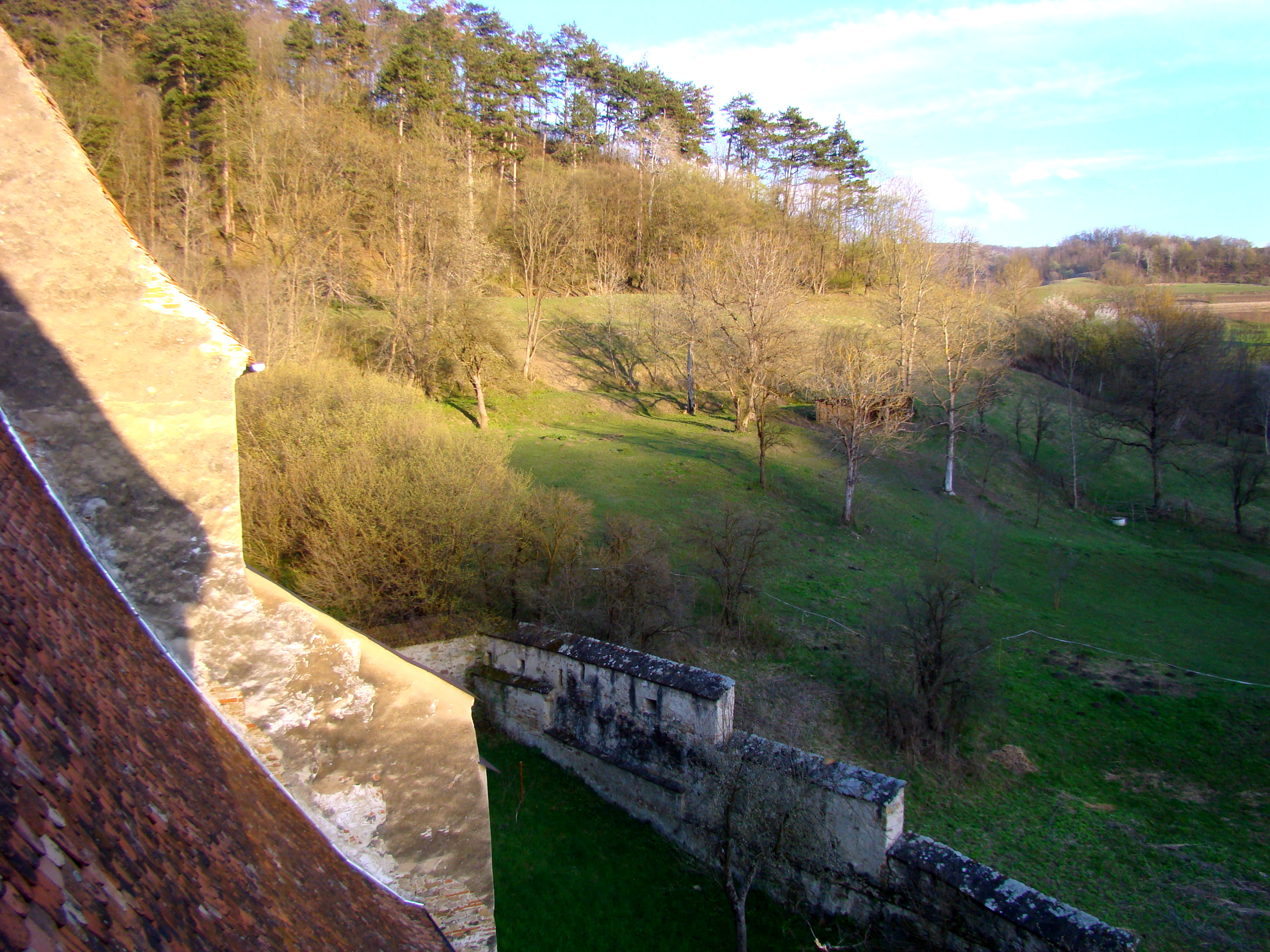
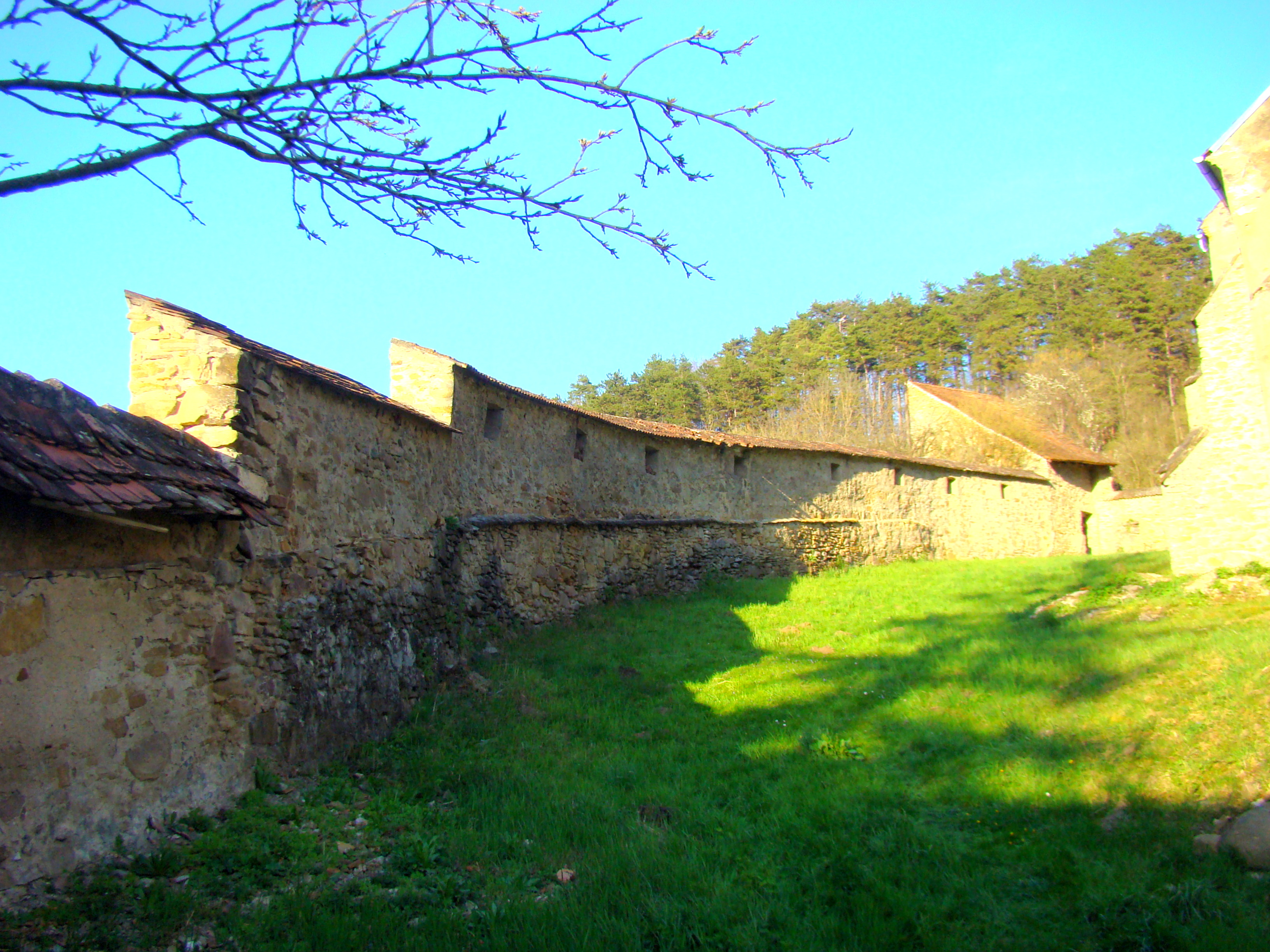
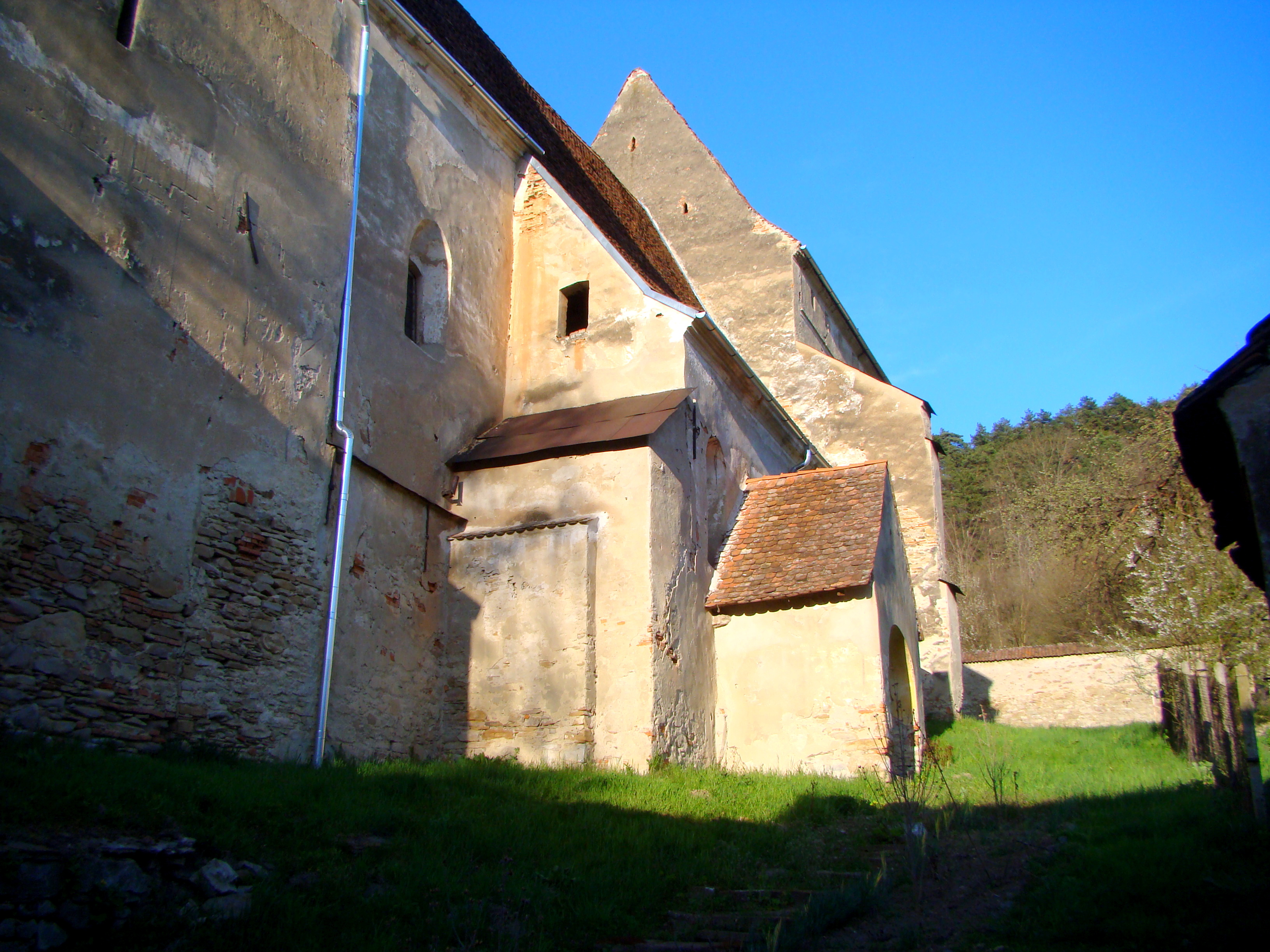
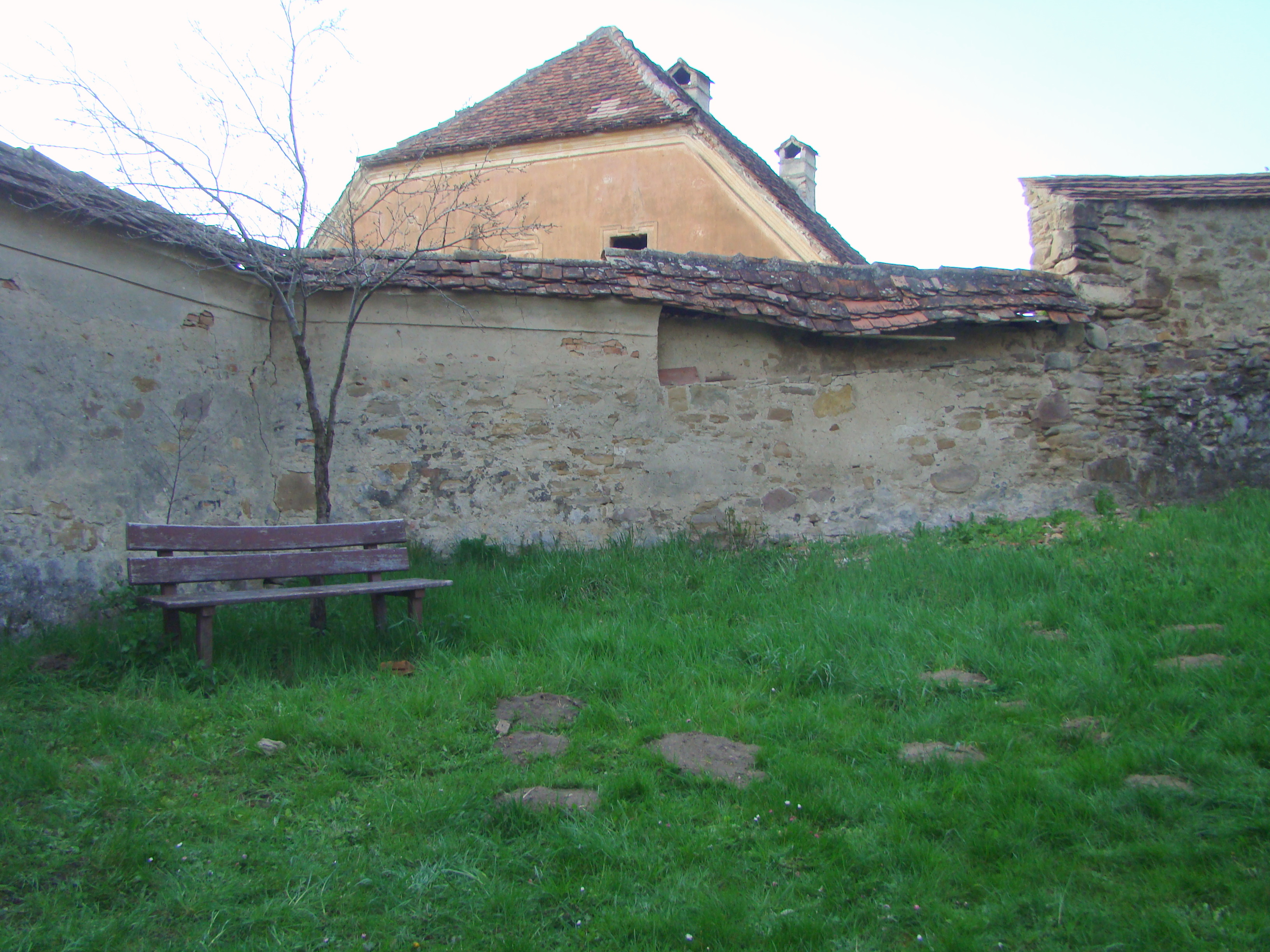
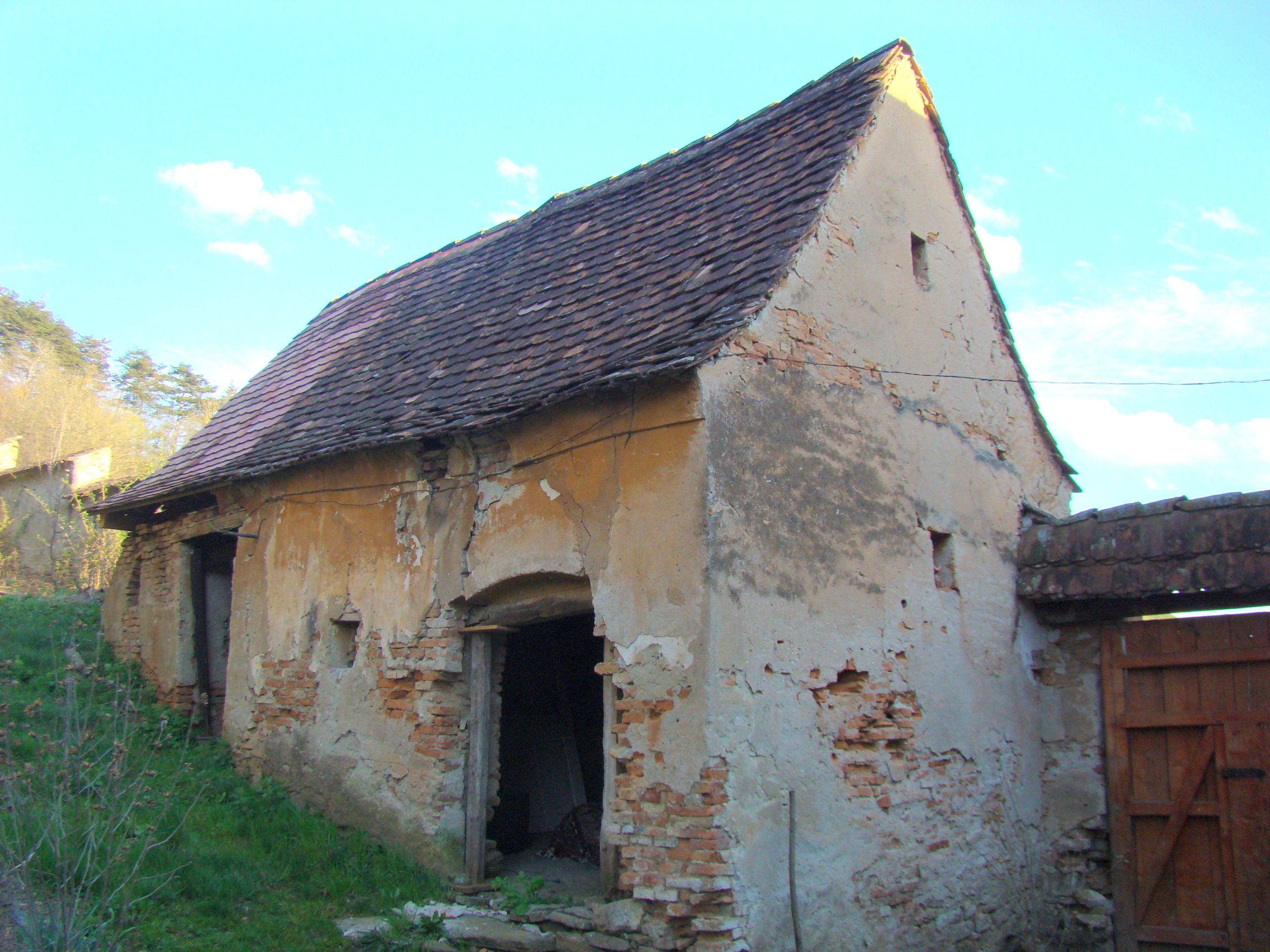
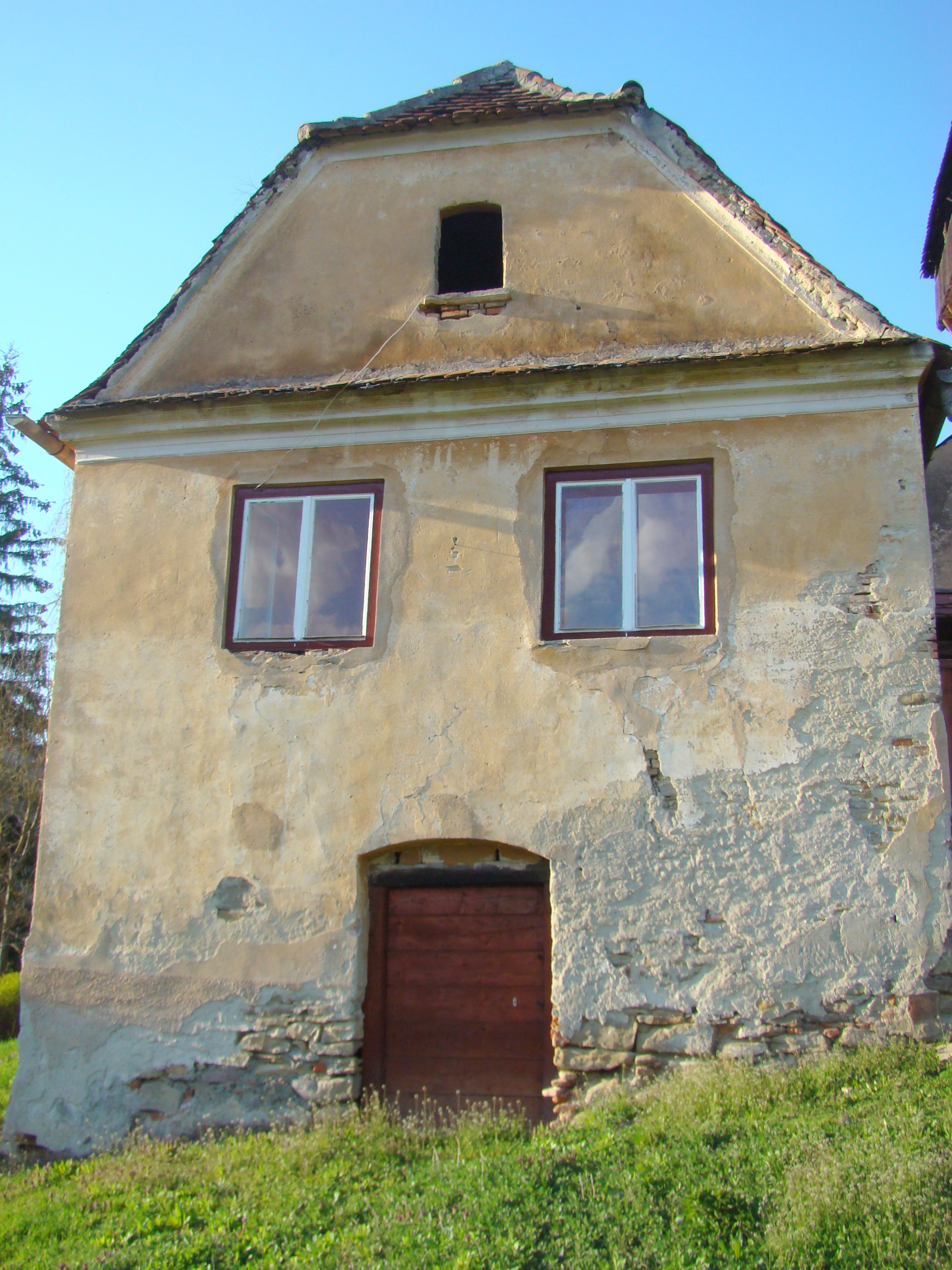

## Imagini din interior

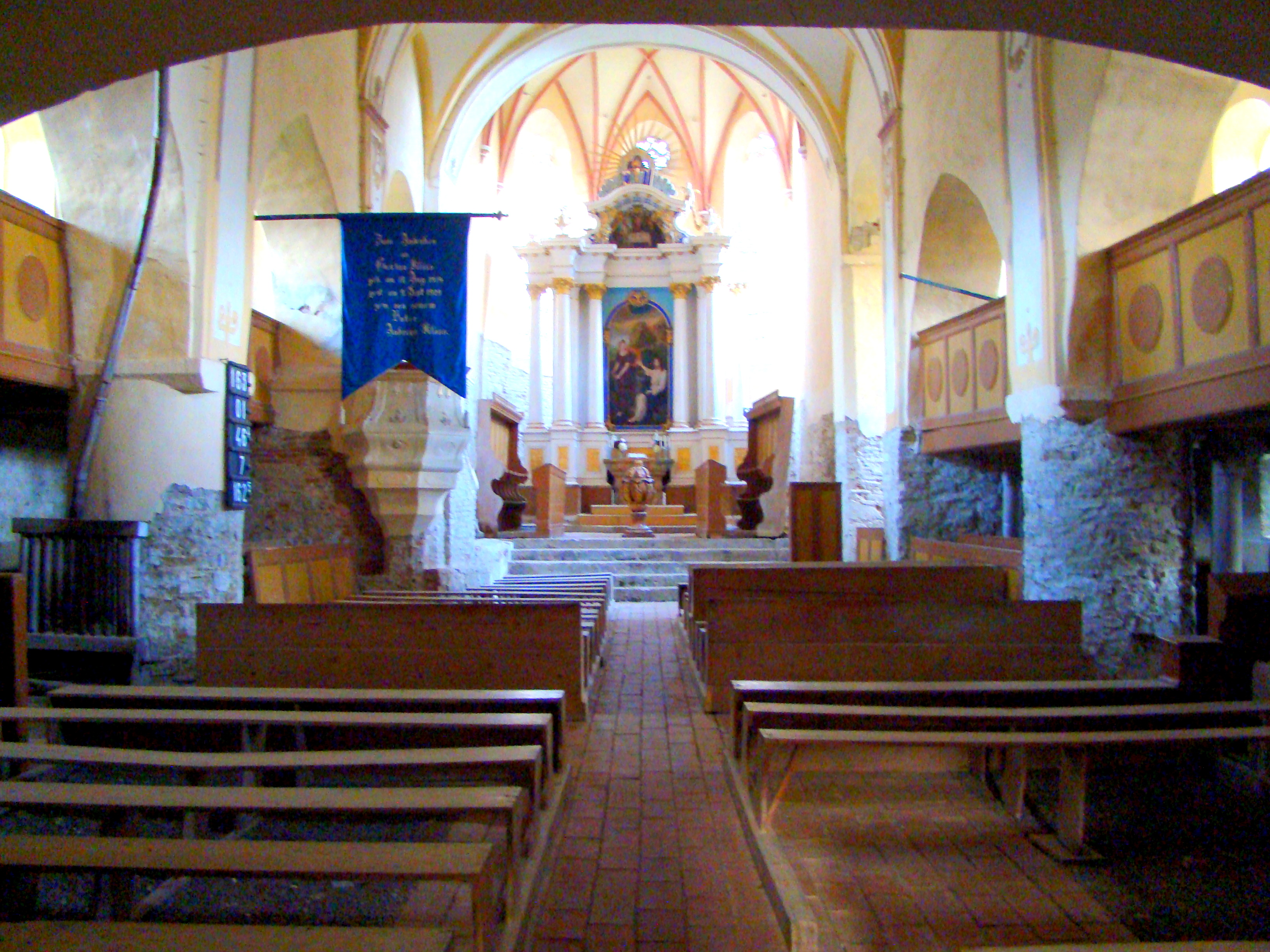
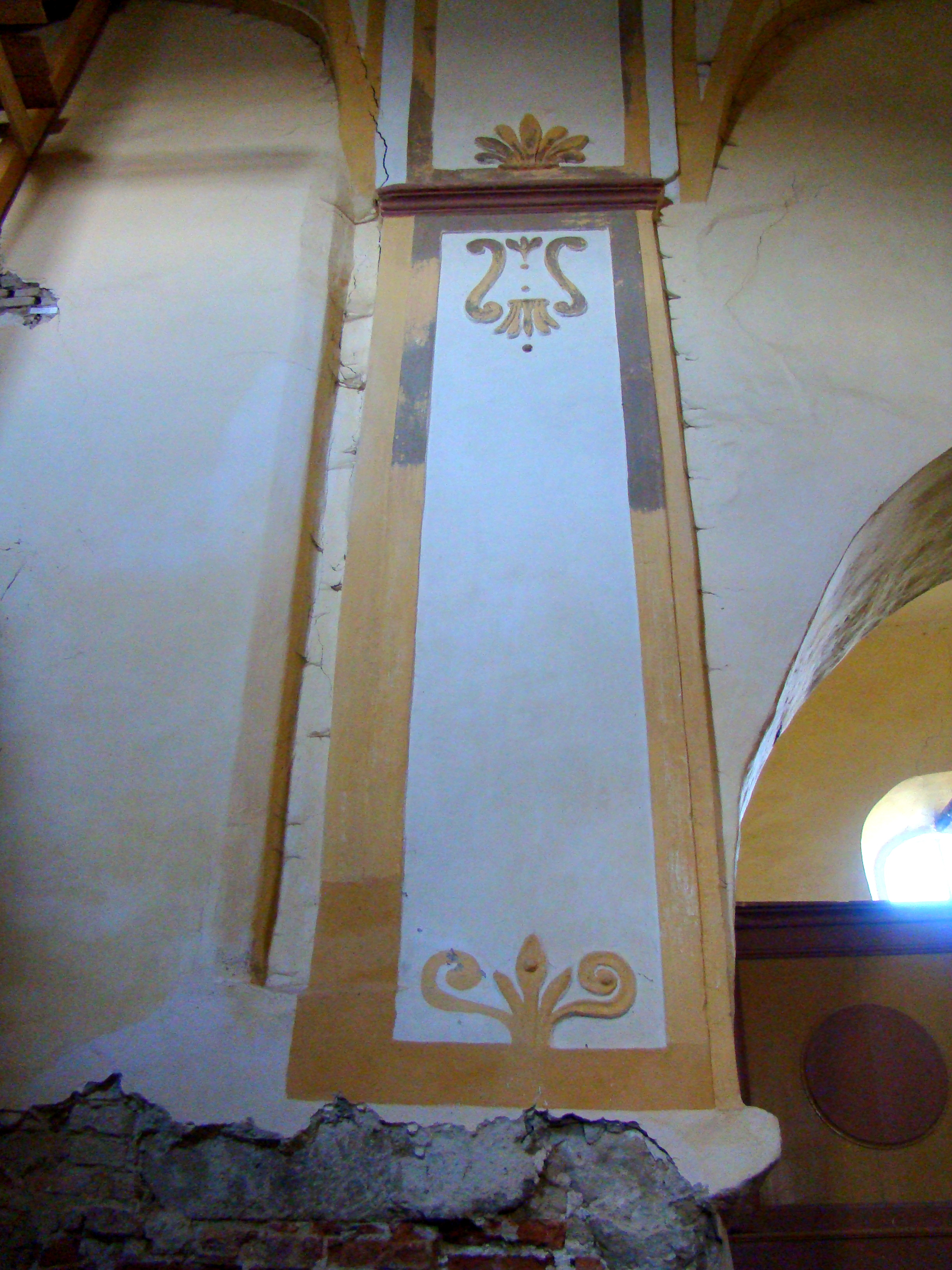
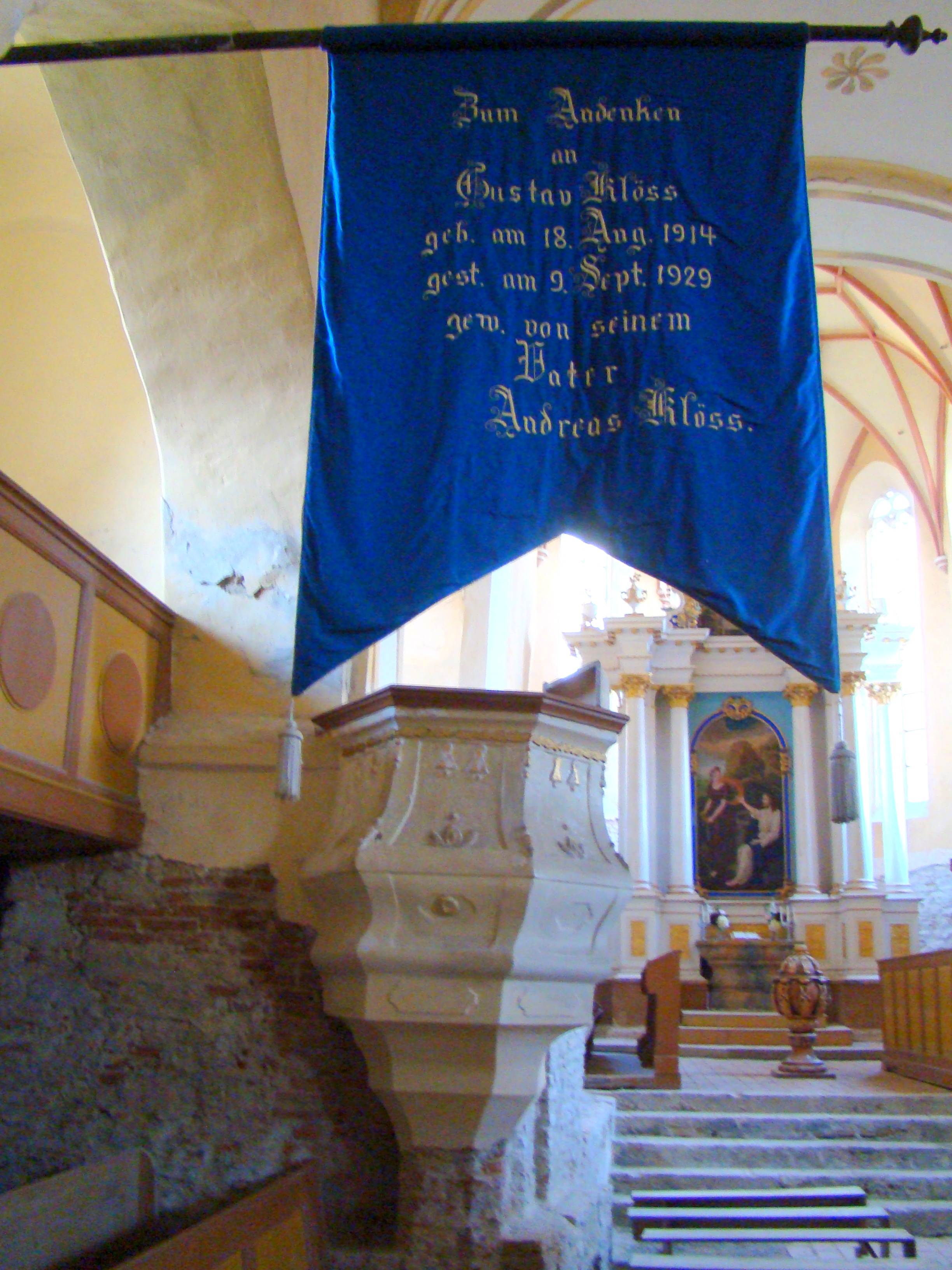
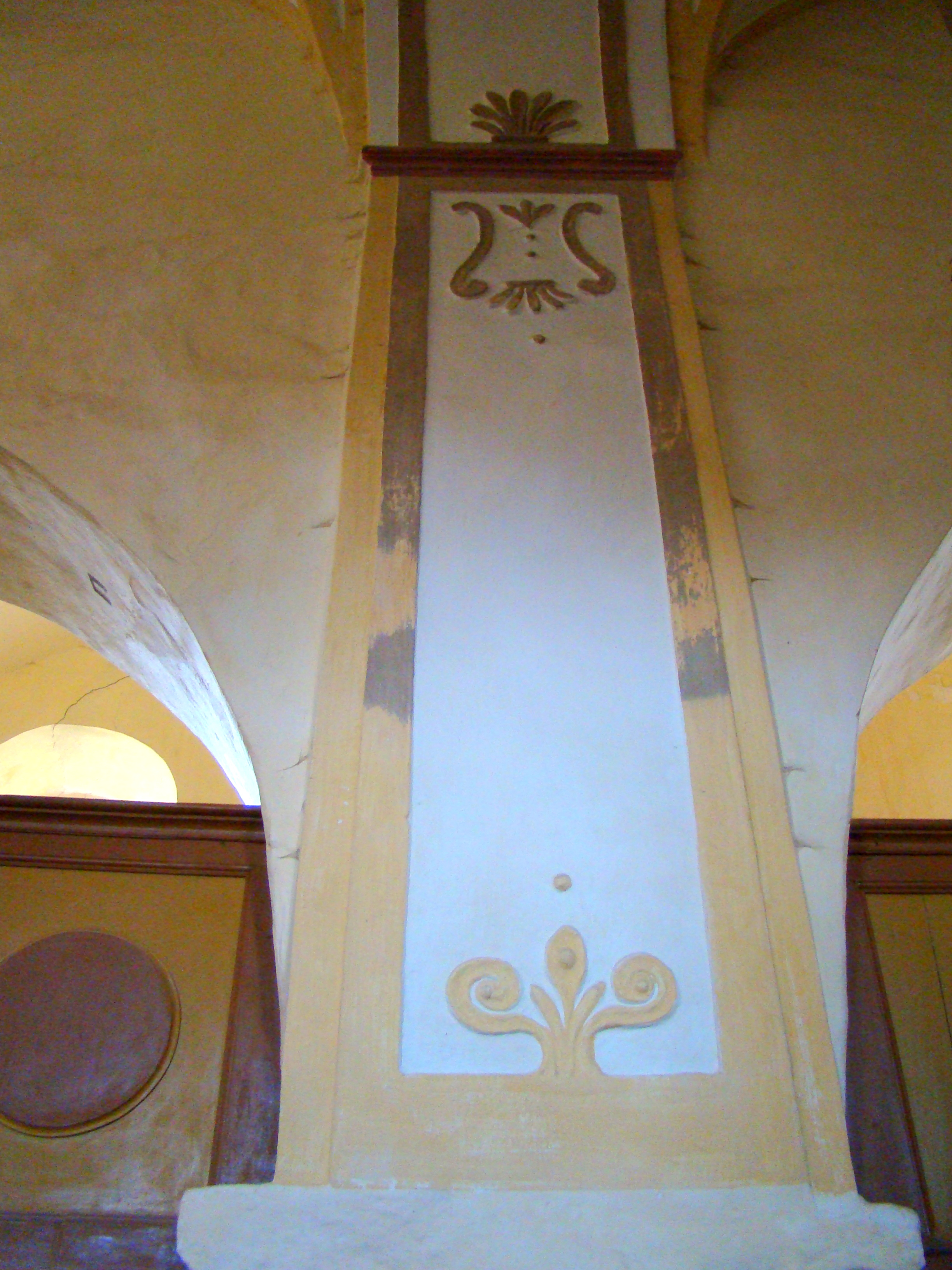
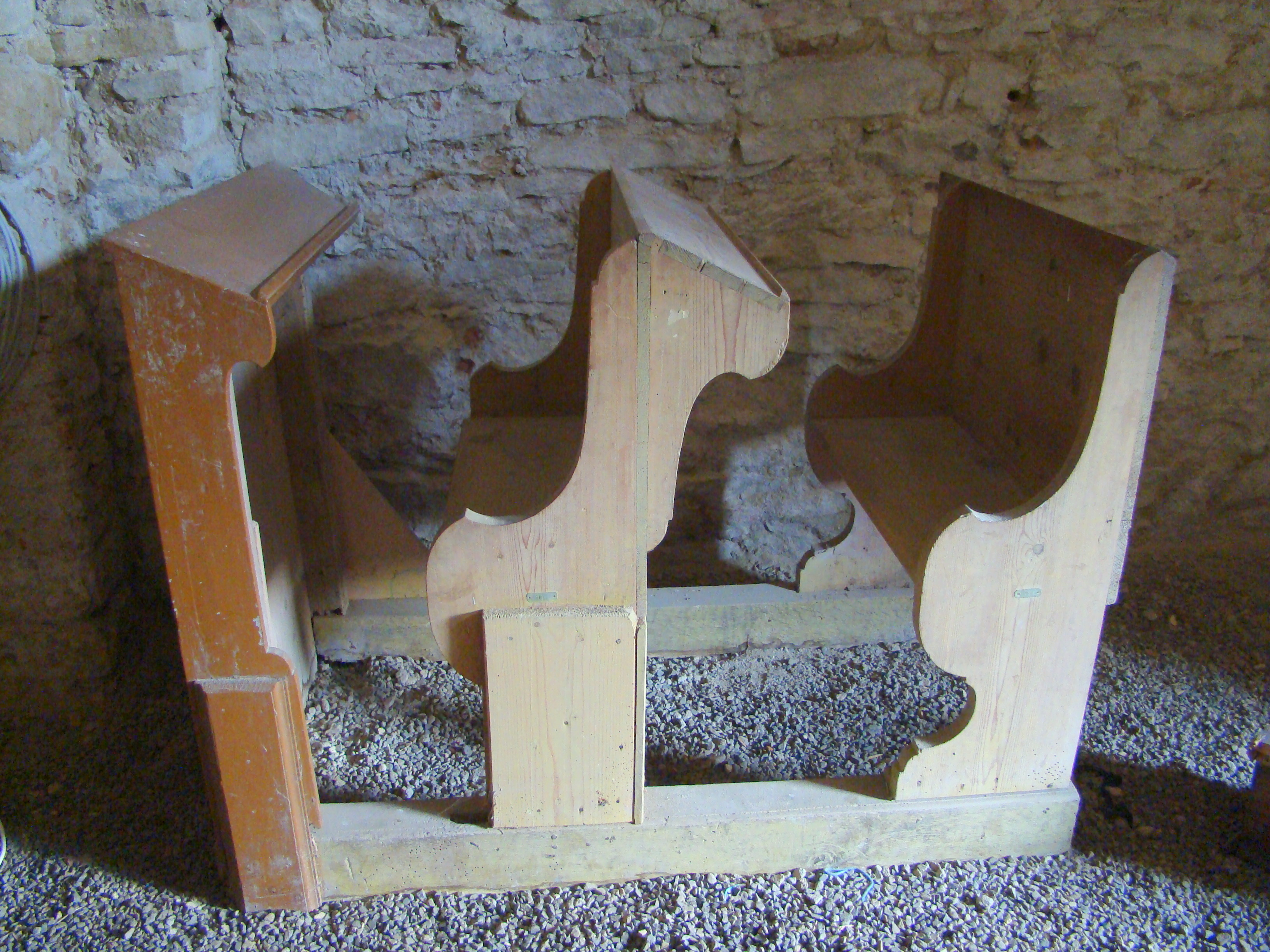
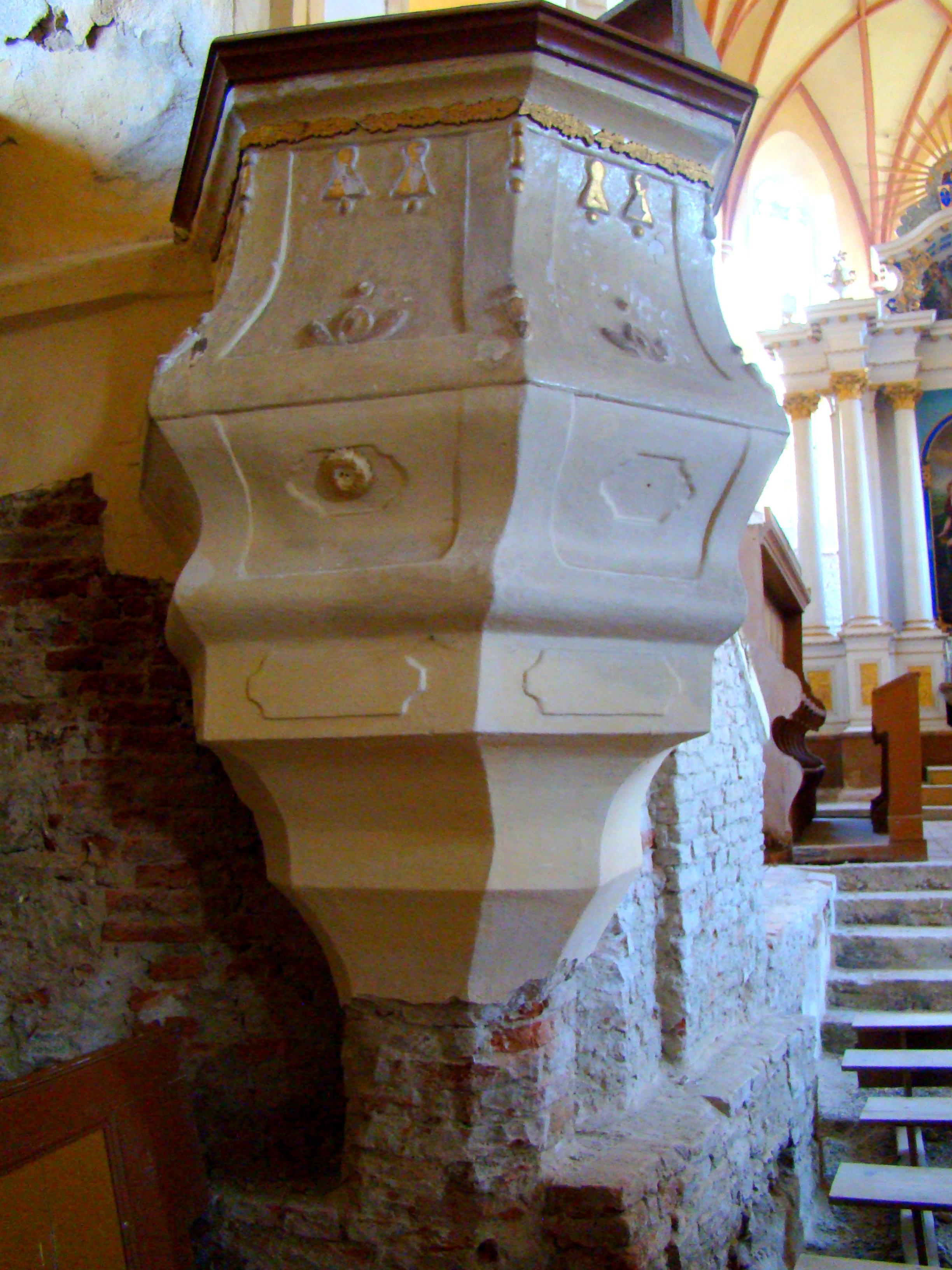
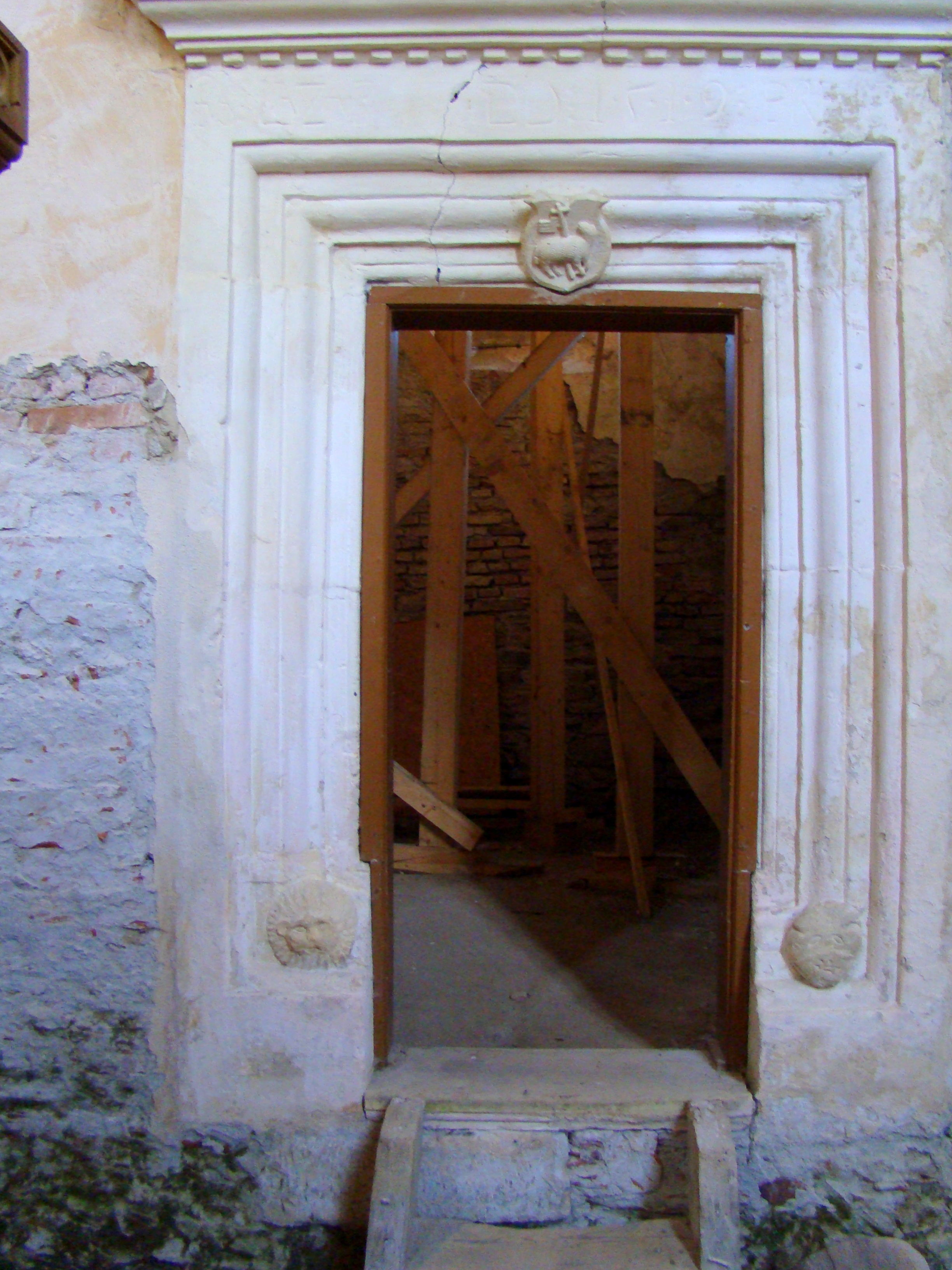
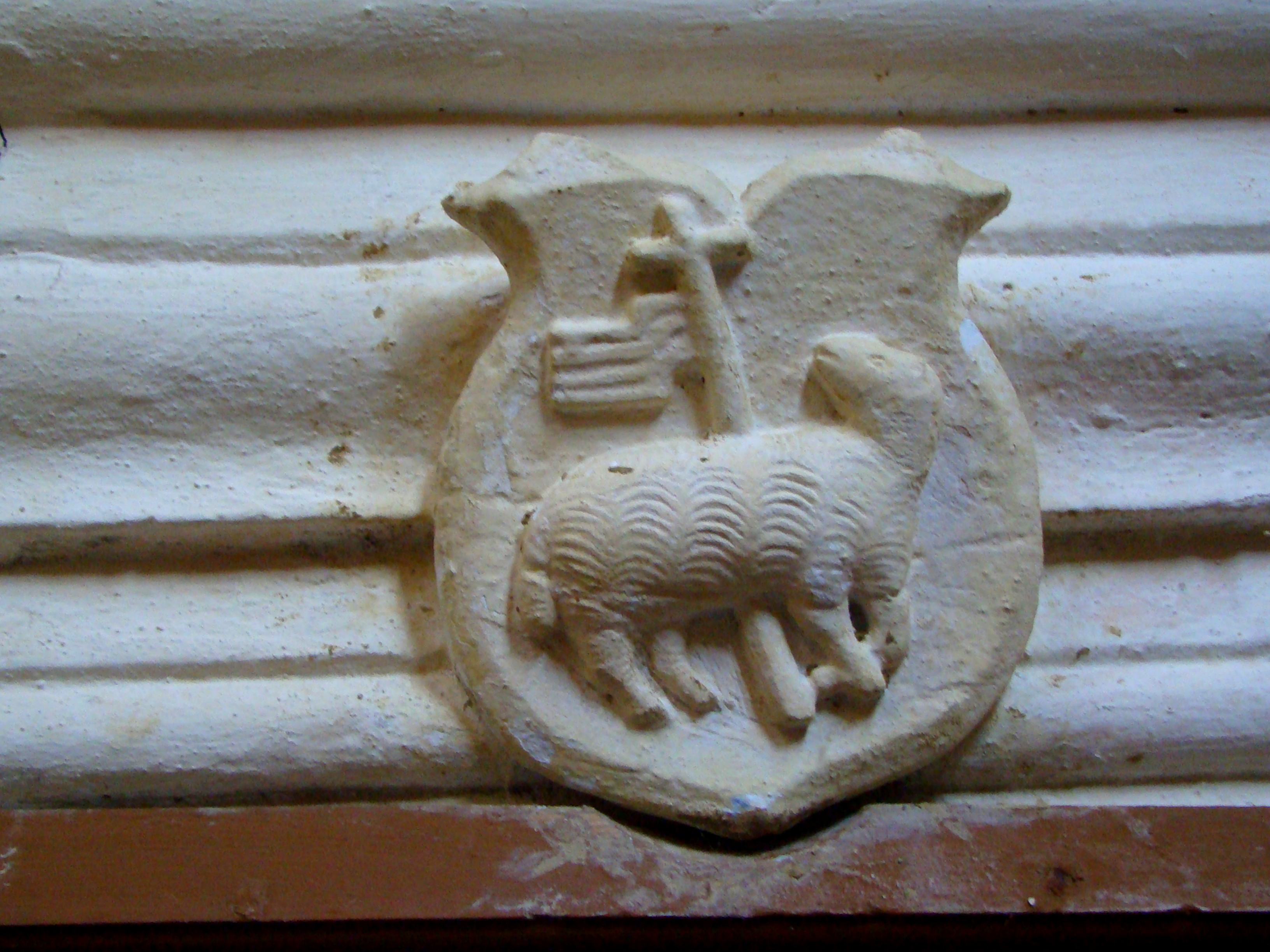
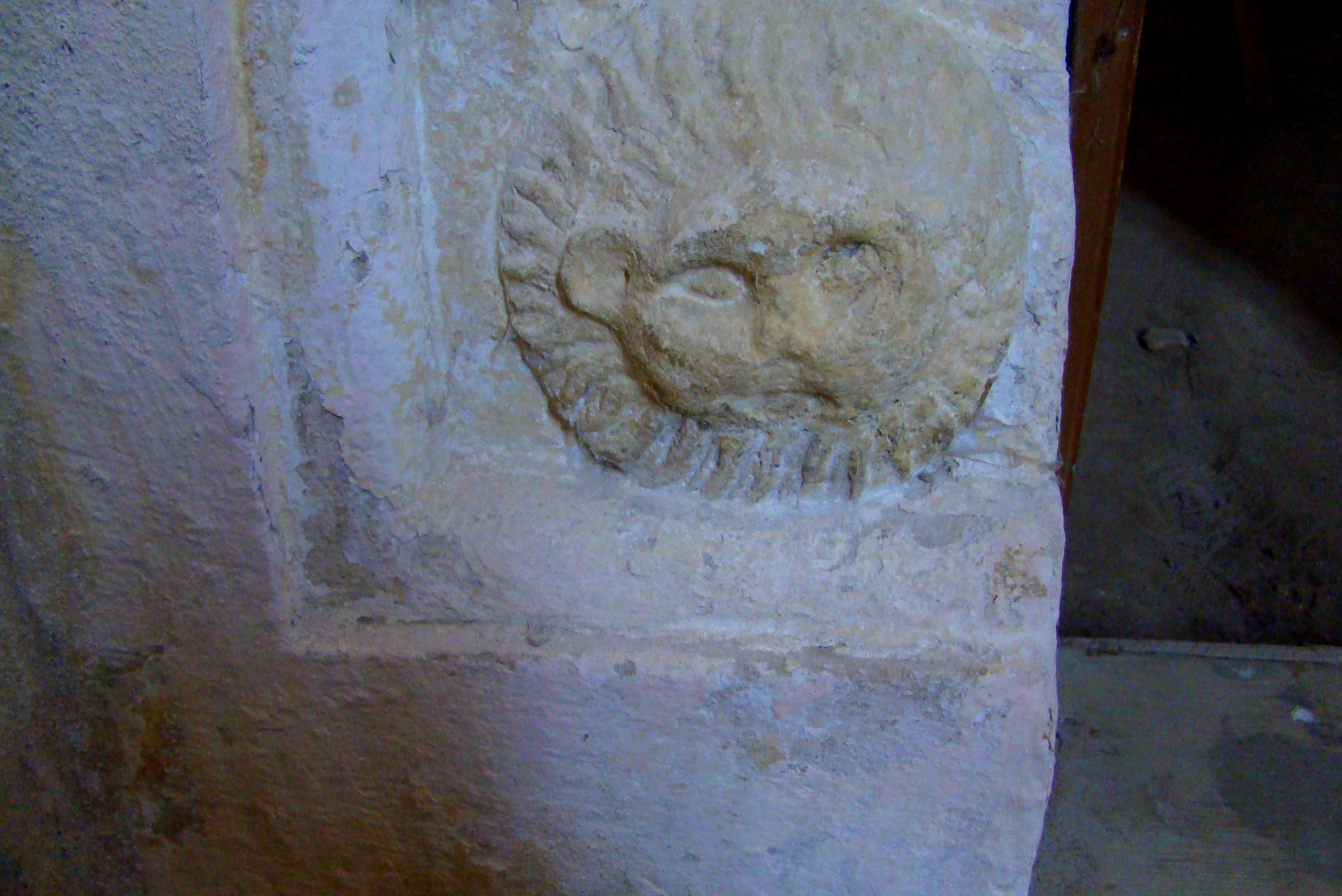
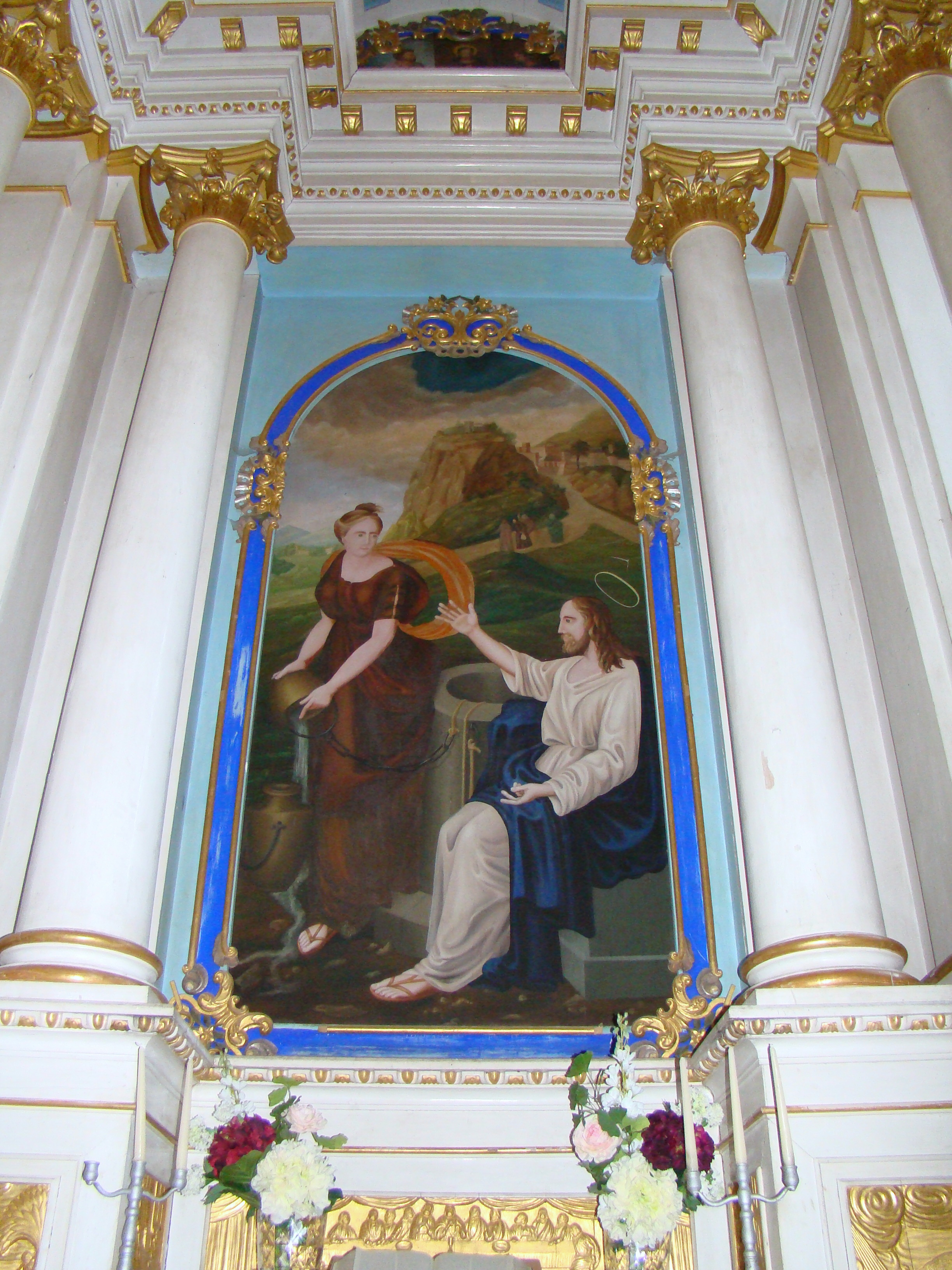
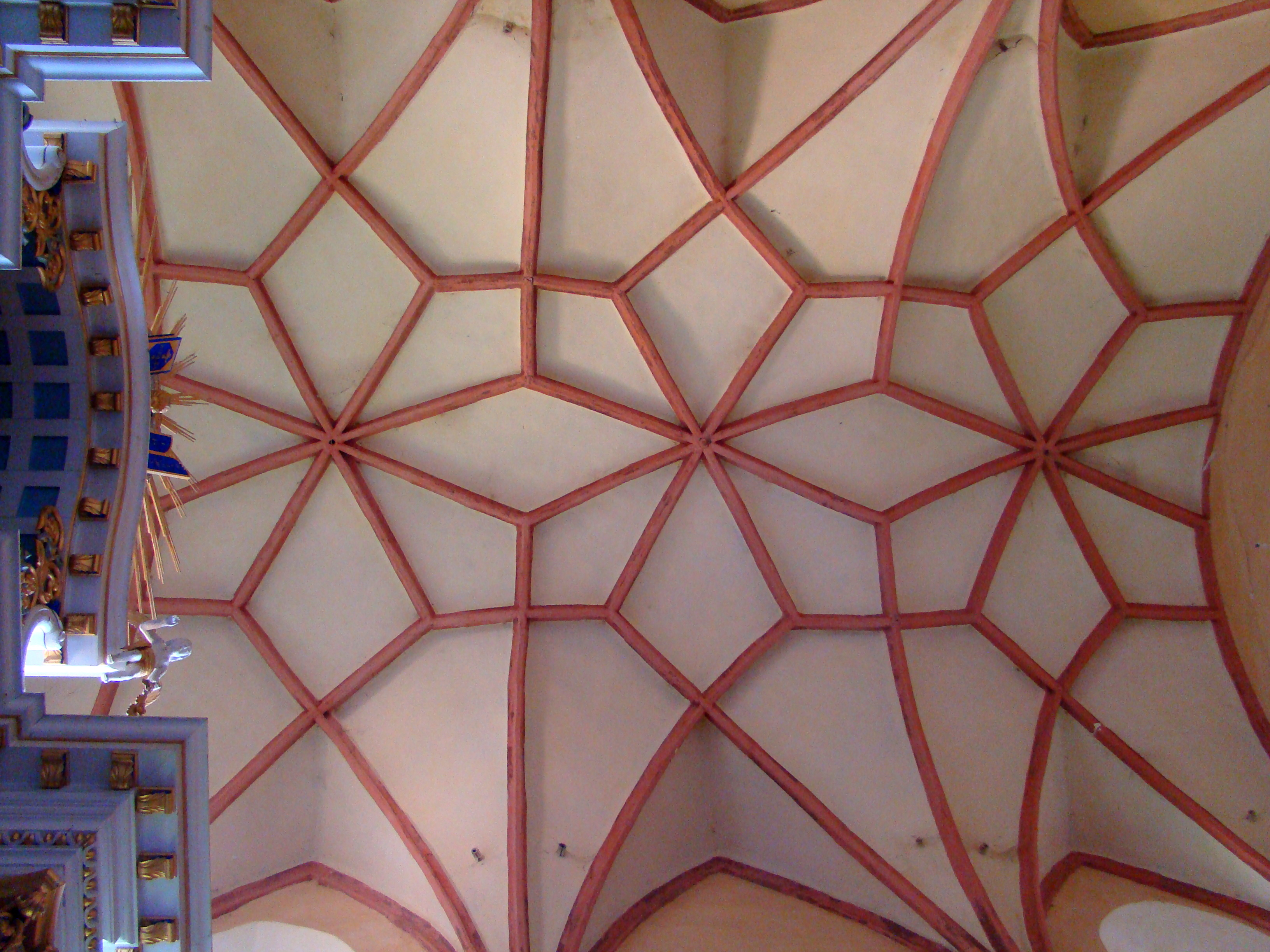
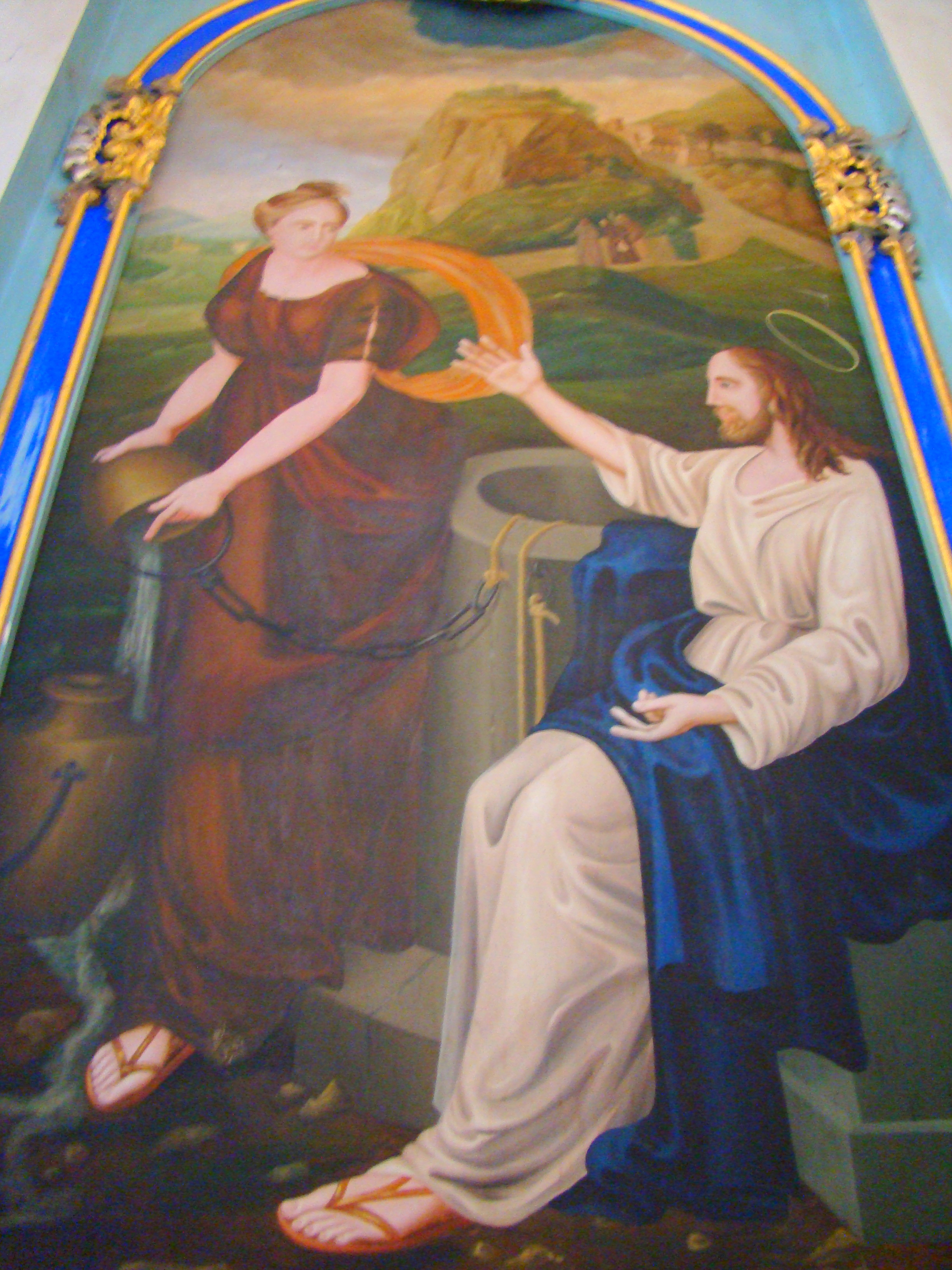
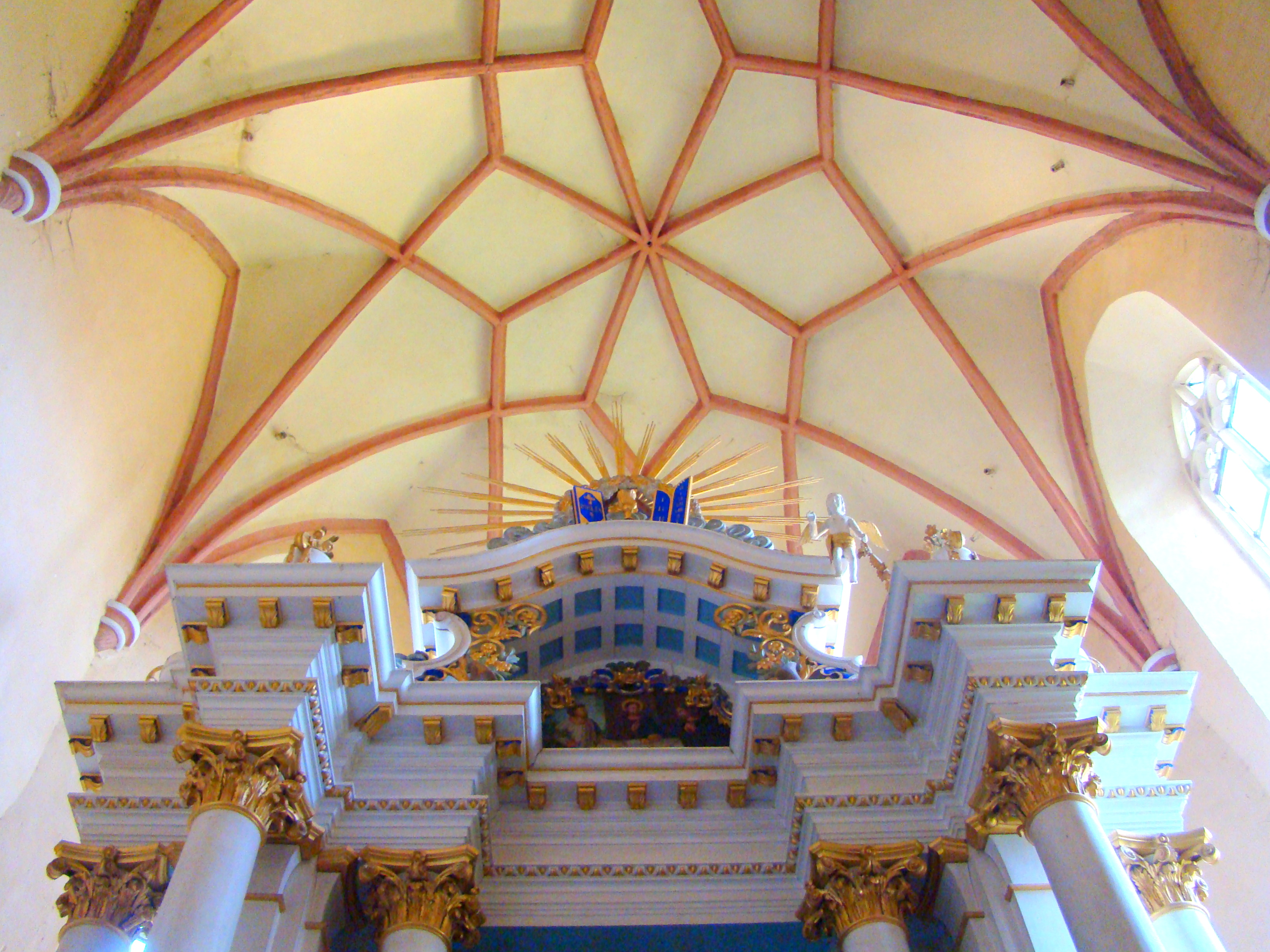
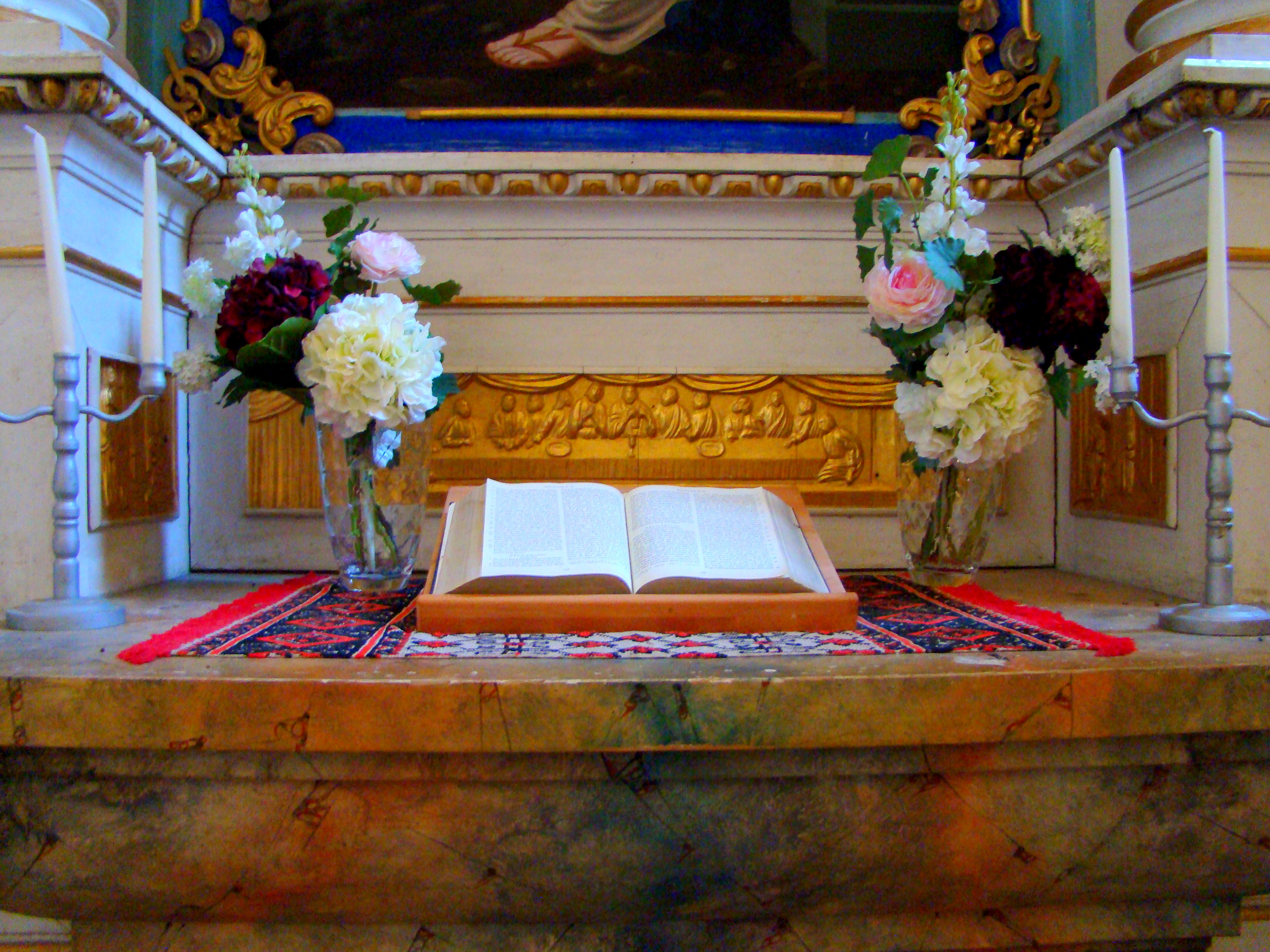
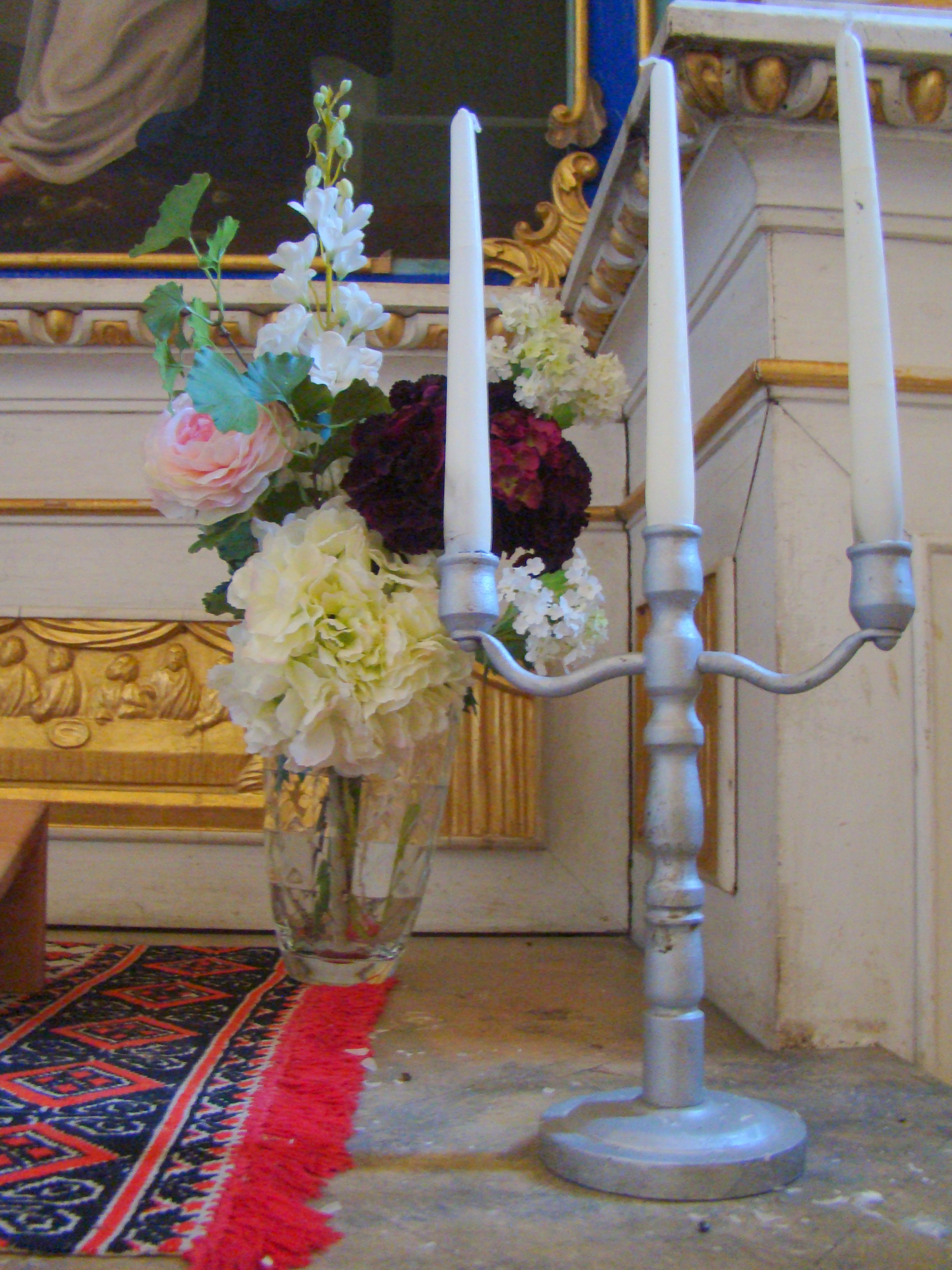
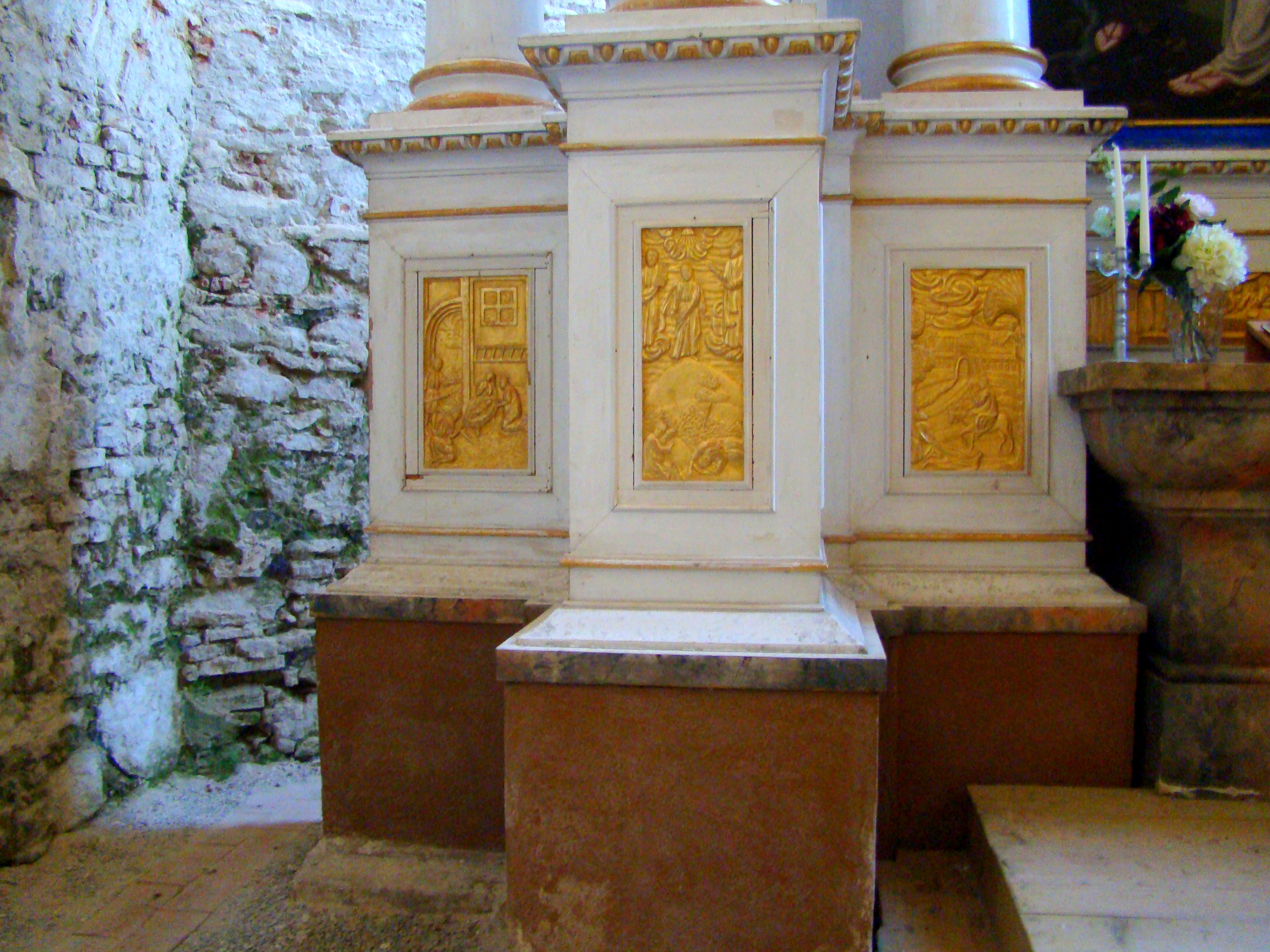
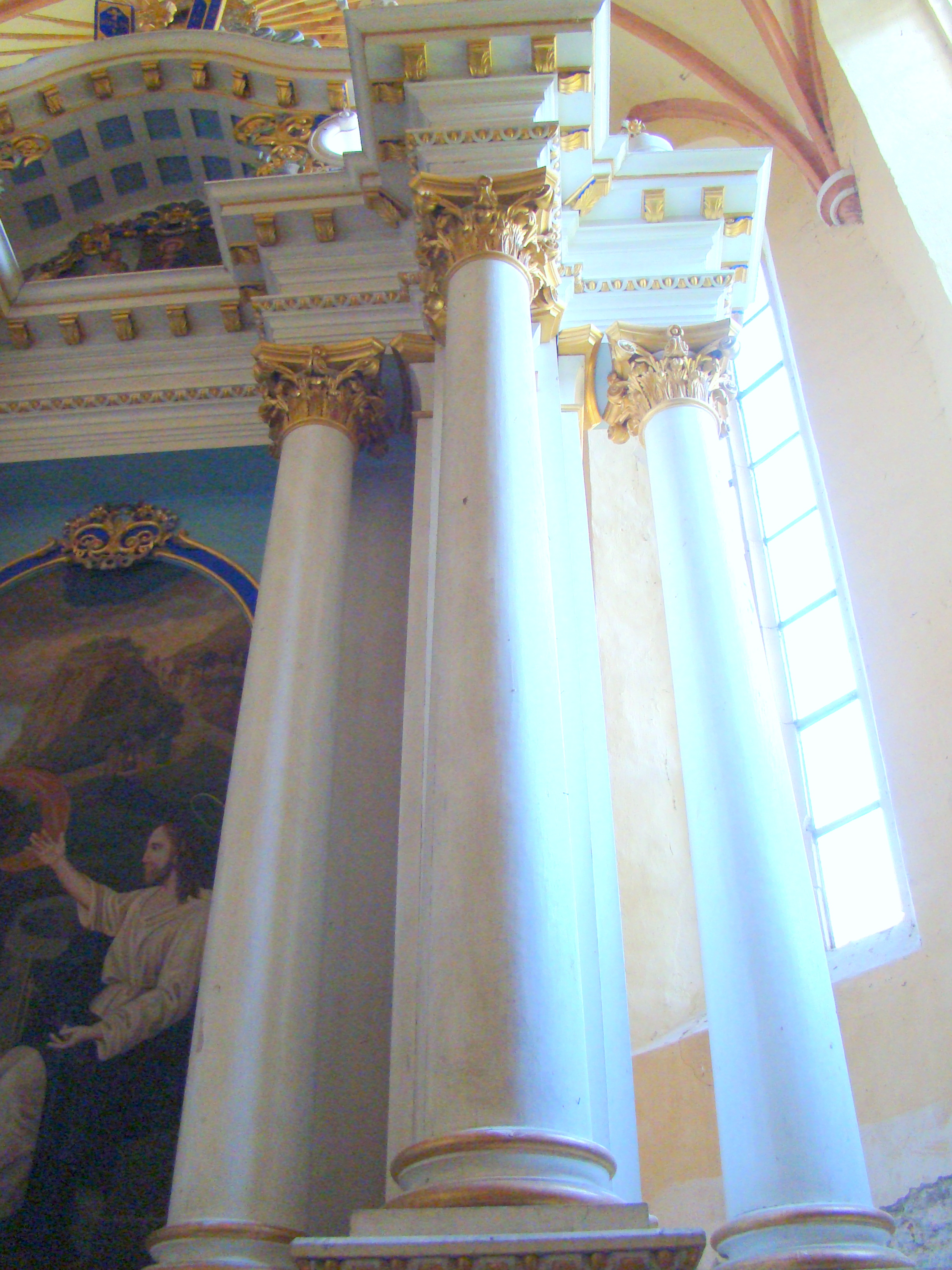
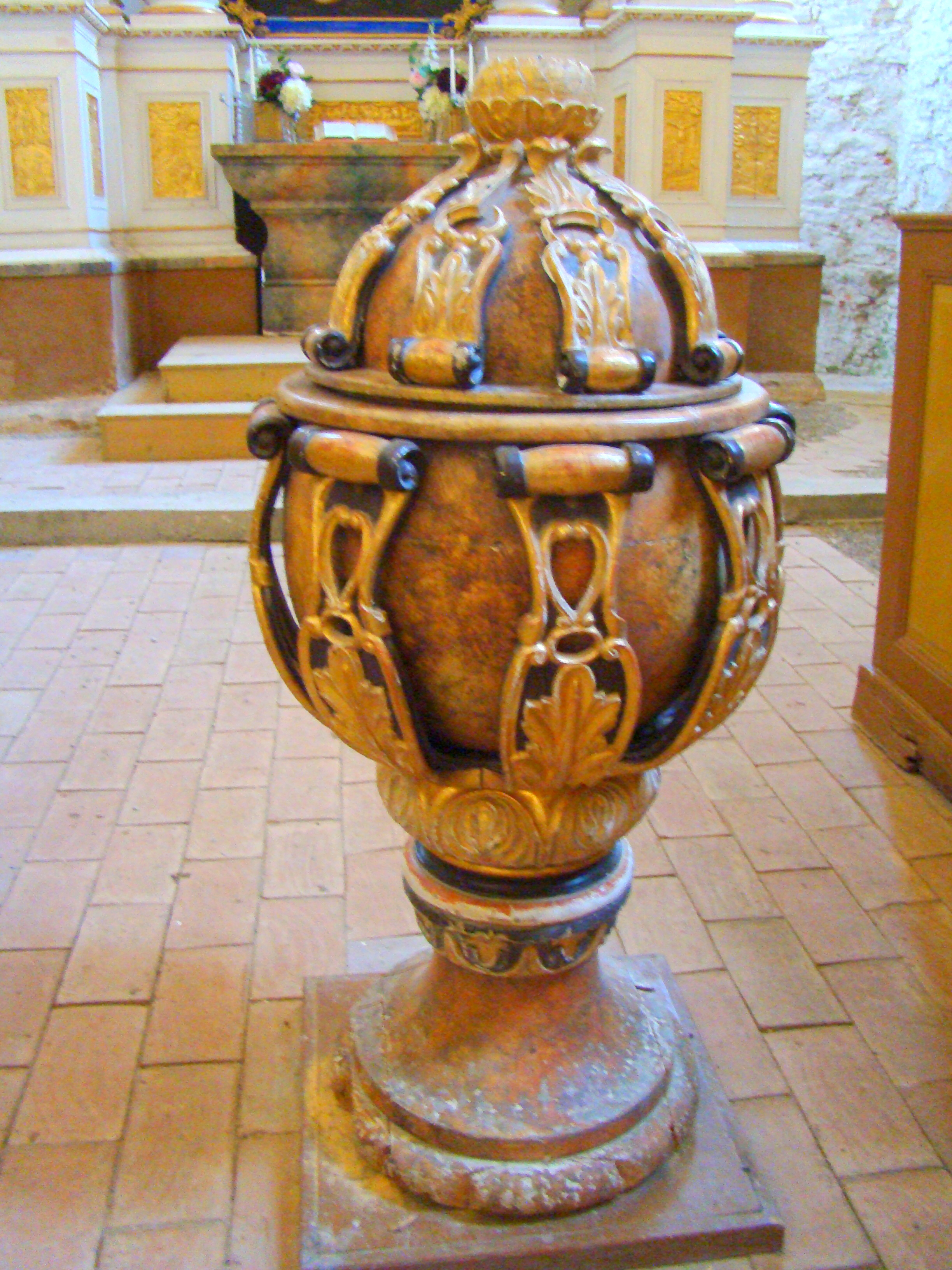
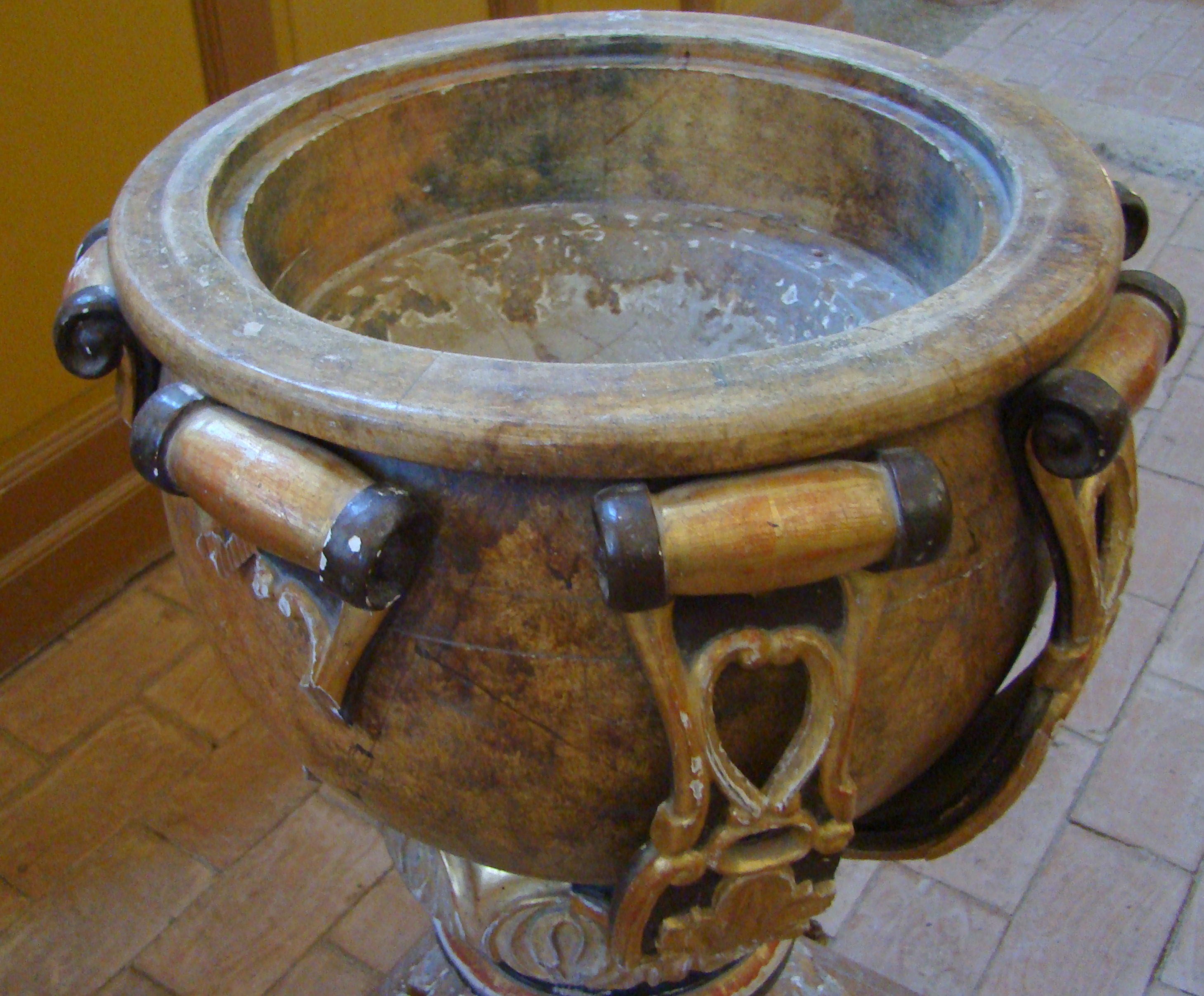
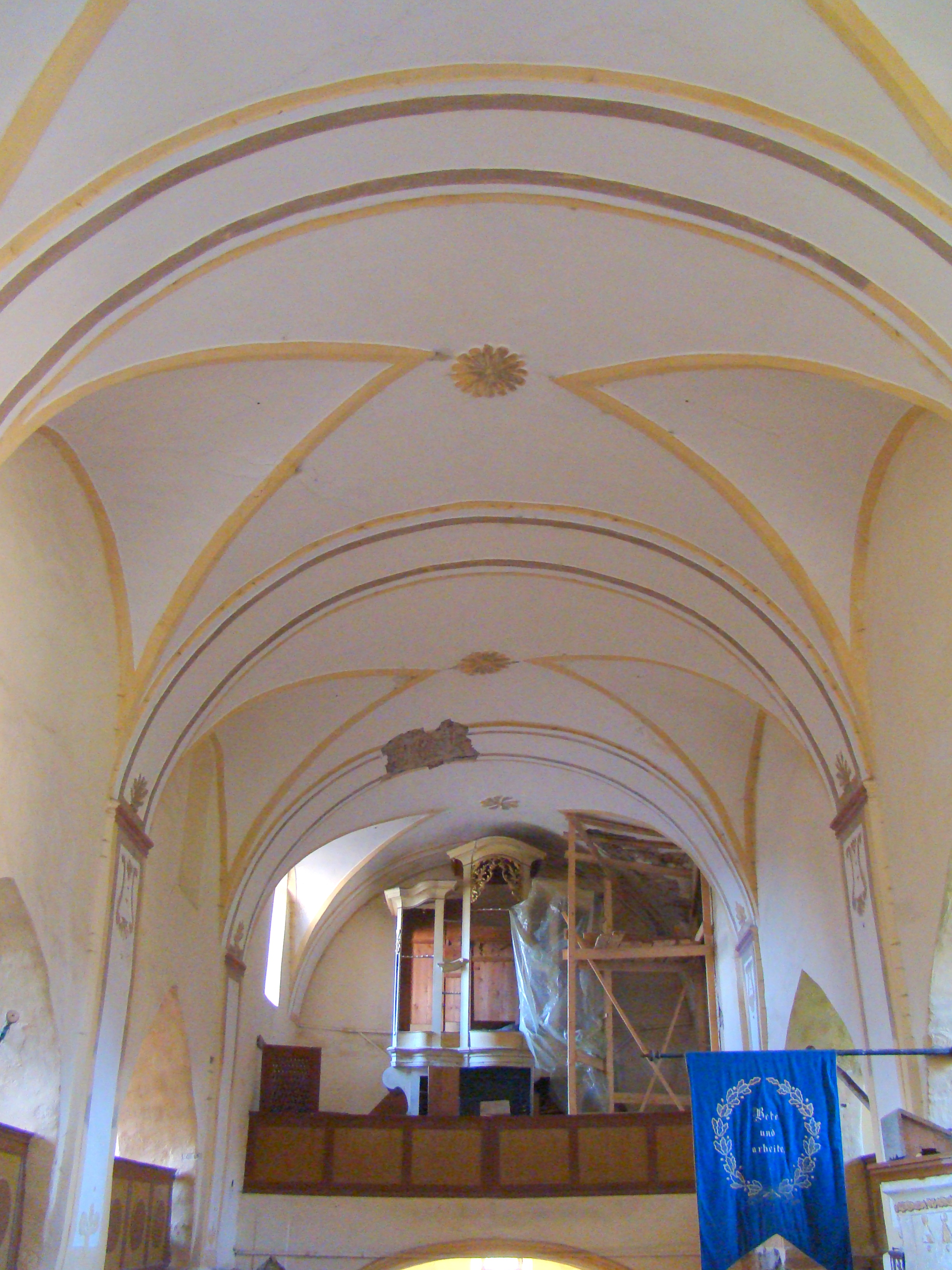
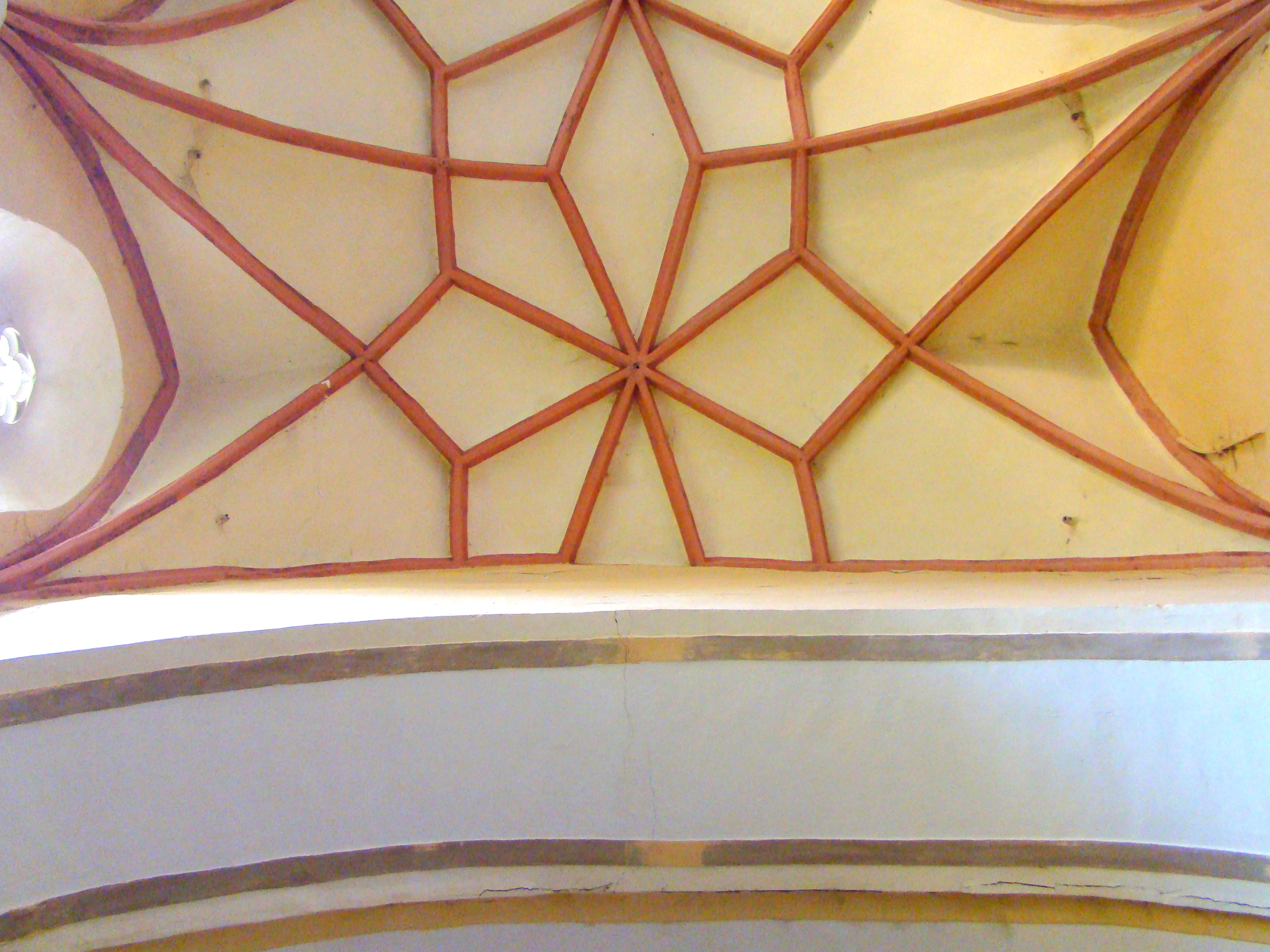
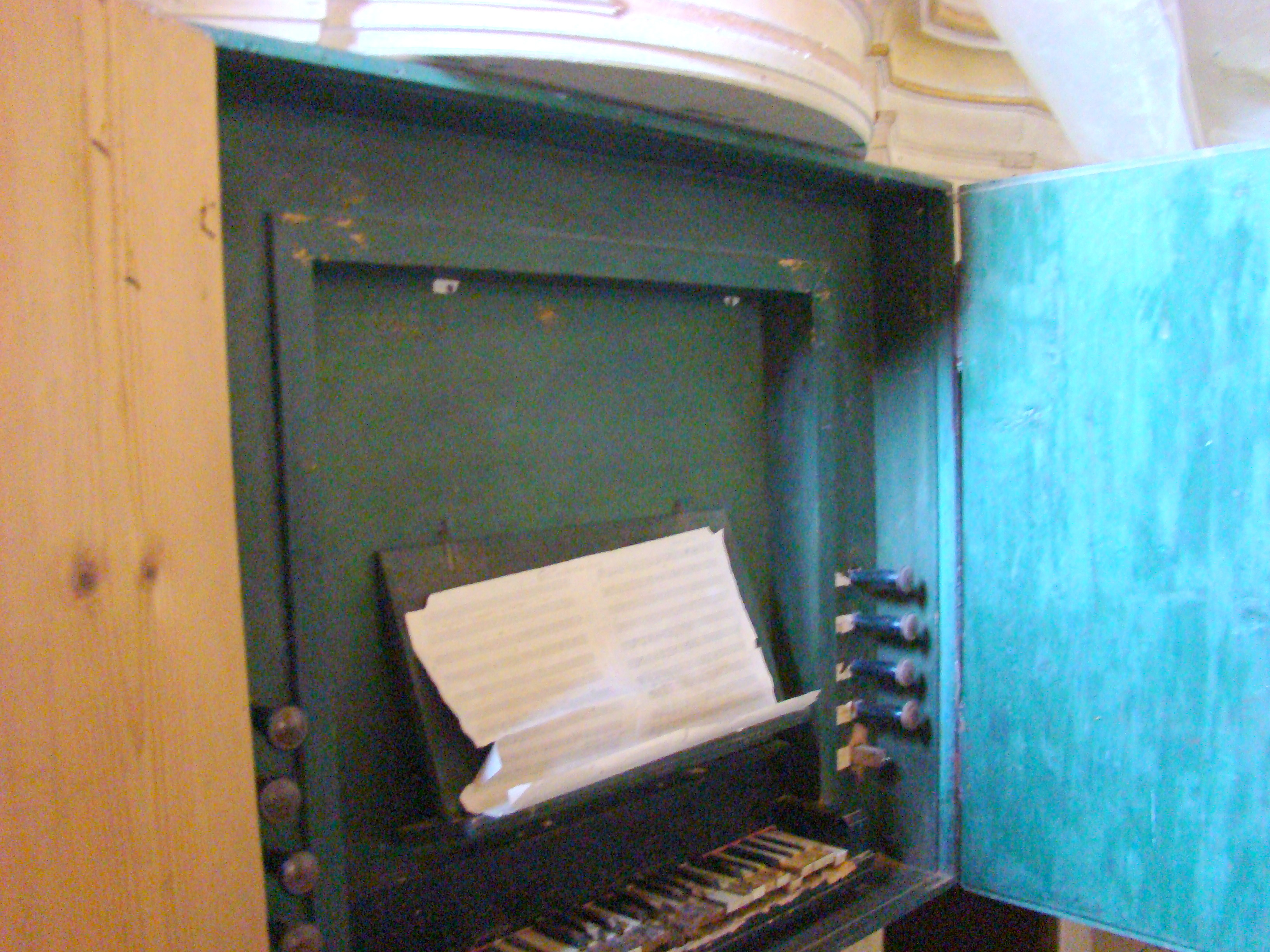
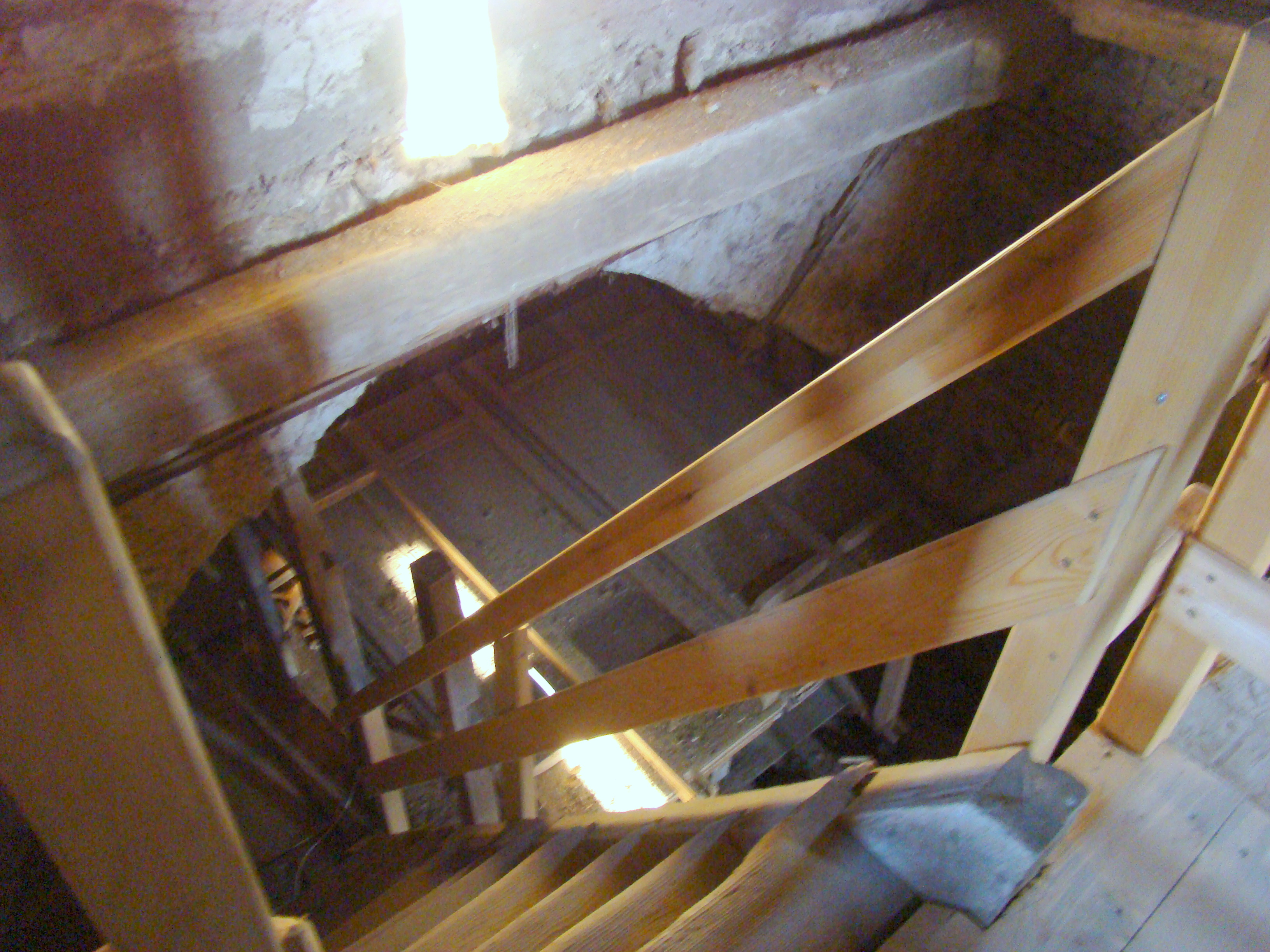
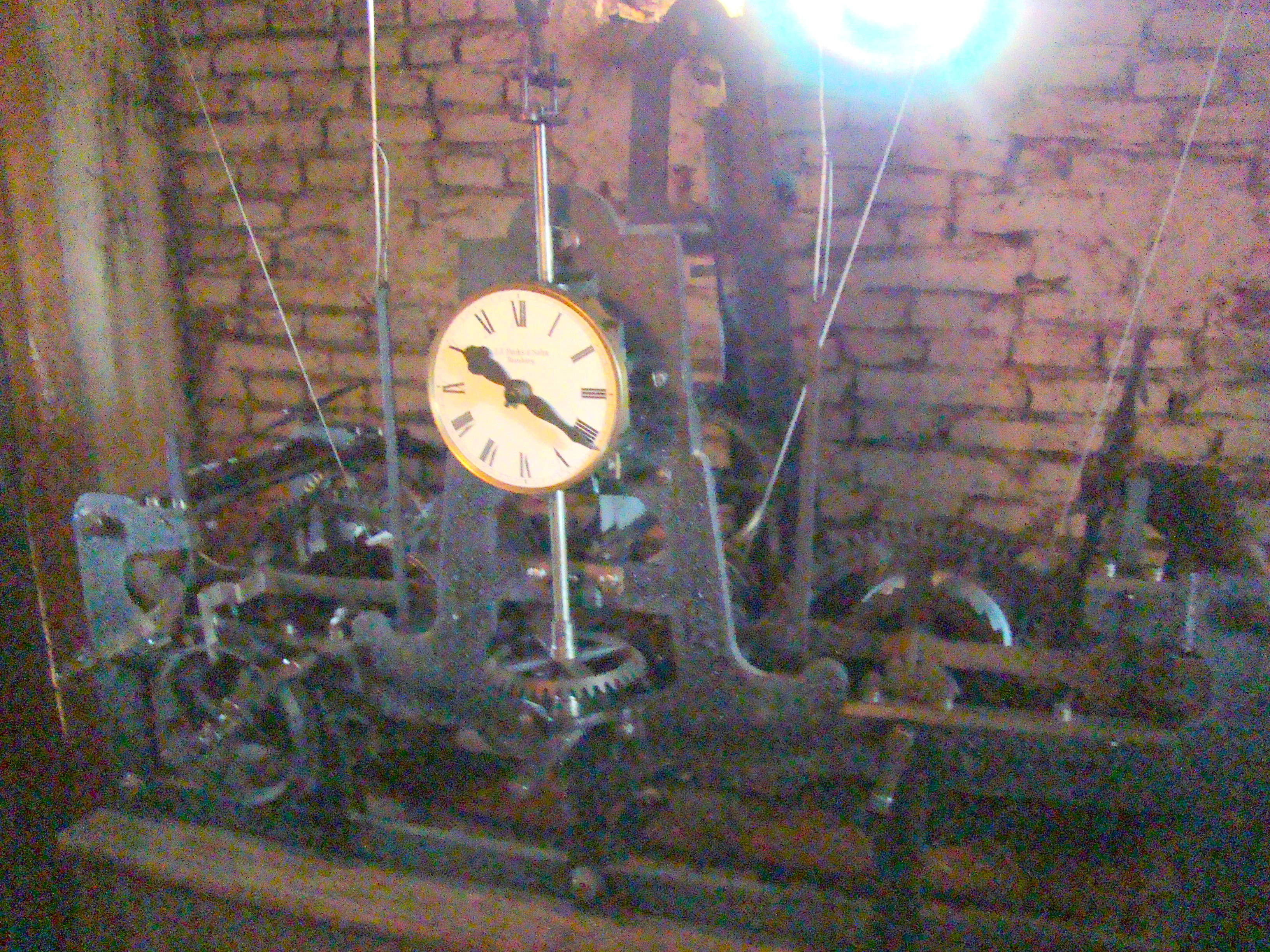
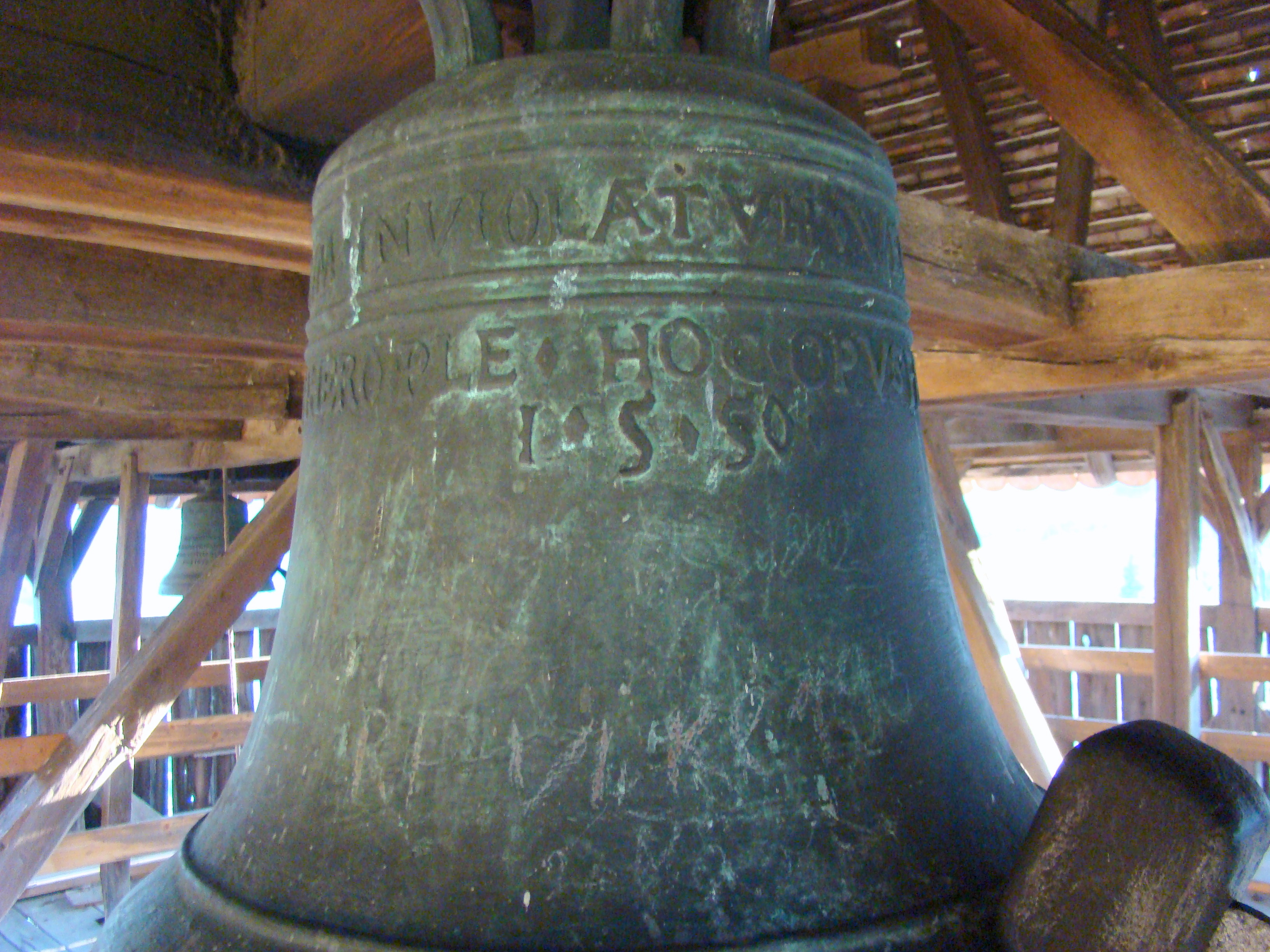
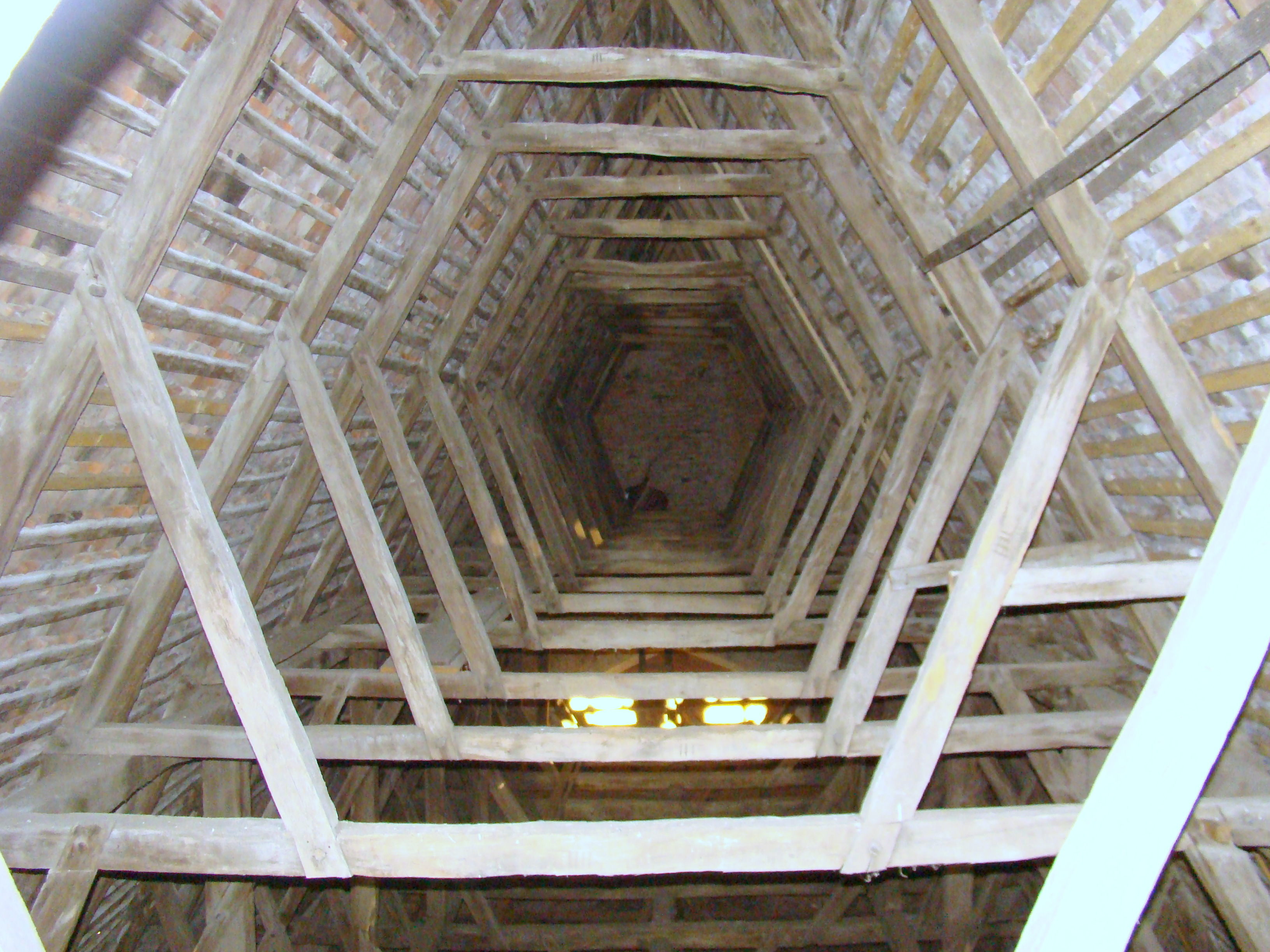
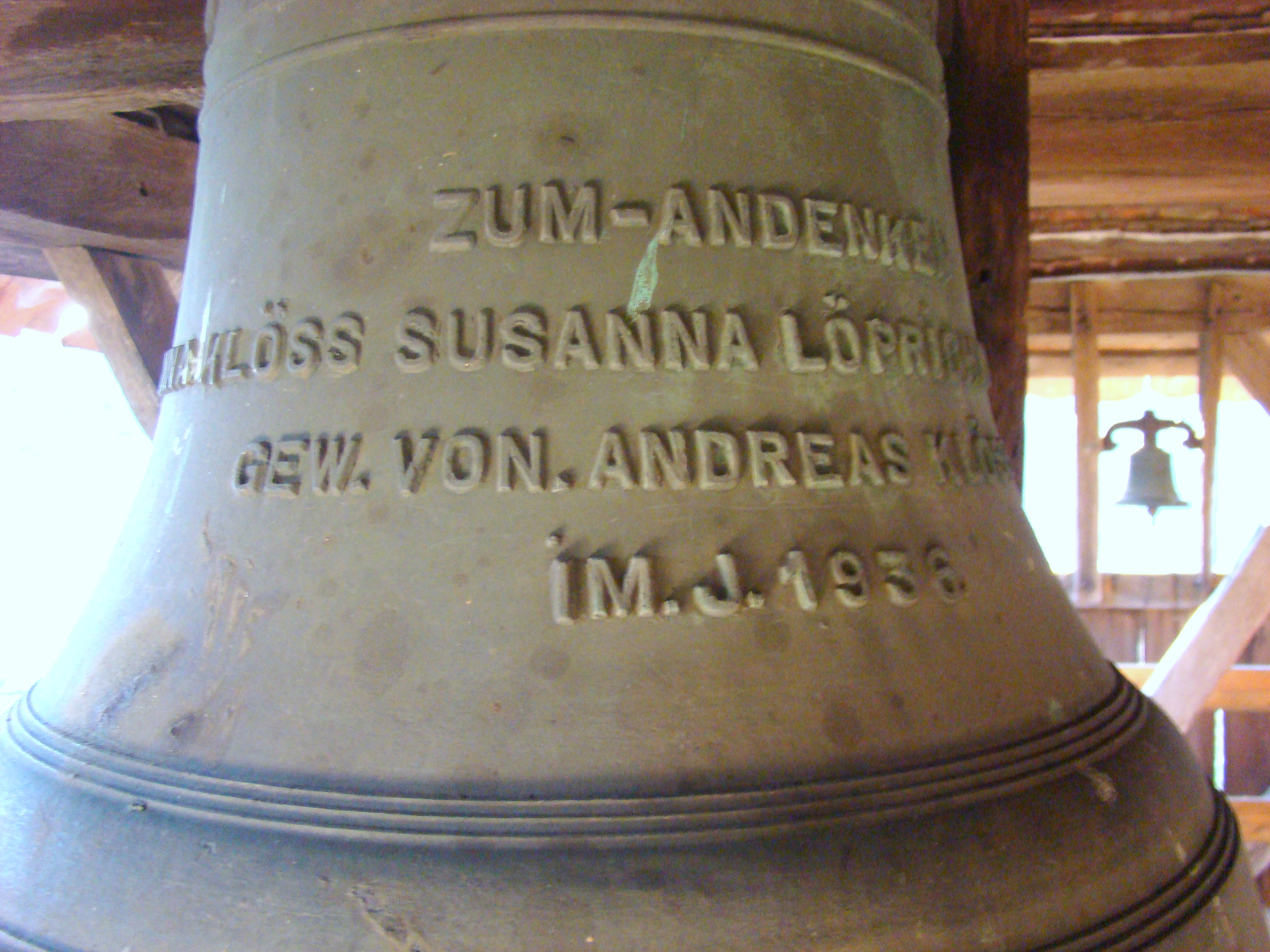
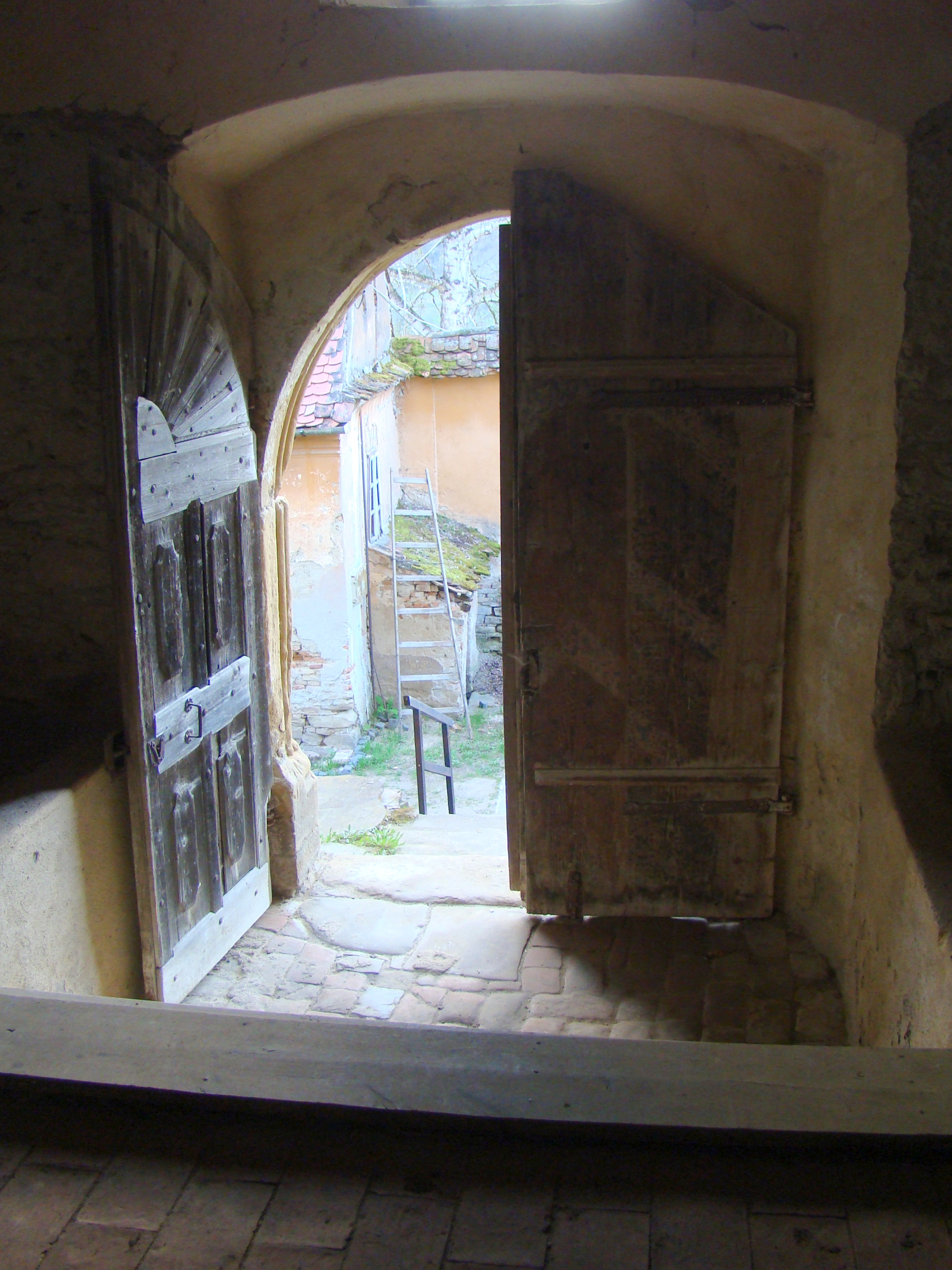